# Wereldkampioenschap voetbal vrouwen 2015 (kwalificatie UEFA)
Tijdens de UEFA kwalificaties voor het wereldkampioenschap voetbal vrouwen 2015 probeerden 46 Europese landenteams zich te kwalificeren voor het eindtoernooi dat werd gehouden in Canada. De UEFA had in totaal 8 plaatsen te vergeven. Albanië en Montenegro speelden voor het eerst mee in de kwalificatiewedstrijden.

## Voorronde

### Groep A
| Pos | Team      | Wed | W | G | V | Ptn | DV | DT | +/− | Kwalificatie            |       | Vlag van Malta | Vlag van Albanië | Vlag van Letland | Vlag van Luxemburg |
| --- | --------- | --- | - | - | - | --- | -- | -- | --- | ----------------------- | ----- | -------------- | ---------------- | ---------------- | ------------------ |
| 1   | Malta (G) | 3   | 2 | 1 | 0 | 7   | 9  | 1  | +8  | Door naar de groepsfase |       |                |                  |                  | 6 – 0              |
| 2   | Albanië   | 3   | 2 | 1 | 0 | 7   | 5  | 2  | +3  |                         |       | 1 – 1          |                  | 2 – 0            |                    |
| 3   | Letland   | 3   | 0 | 1 | 2 | 1   | 0  | 4  | −4  |                         | 0 – 2 |                |                  |                  |                    |
| 4   | Luxemburg | 3   | 0 | 1 | 2 | 1   | 1  | 8  | −7  |                         |       | 1 – 2          | 0 – 0            |                  |                    |

|                            |          |         |            |                                                                         |
| 4 april 2013 16.00 (UTC+2) | Albanië  | 1 – 1   | Malta      | Ta' Qalistadion, Ta' Qali Toeschouwers: 120 Scheidsrechter: Petra Chudá |
| 4 april 2013 16.00 (UTC+2) | Curo 76' | Verslag | 80' Theuma | Ta' Qalistadion, Ta' Qali Toeschouwers: 120 Scheidsrechter: Petra Chudá |

|                            |           |         |                    |                                                                            |
| 4 april 2013 18.30 (UTC+2) | Luxemburg | 0 – 0   | Letland            | Ta' Qalistadion, Ta' Qali Toeschouwers: 50 Scheidsrechter: Floarea Ionescu |
| 4 april 2013 18.30 (UTC+2) |           | Verslag | 57', 67' Propošina | Ta' Qalistadion, Ta' Qali Toeschouwers: 50 Scheidsrechter: Floarea Ionescu |

|                            |                       |         |         |                                                                                          |
| 6 april 2013 11.00 (UTC+2) | Albanië               | 2 – 0   | Letland | Ta' Qalistadion, Ta' Qali Toeschouwers: 40 Scheidsrechter: Joelia Medvedeva-Keldjoesjeva |
| 6 april 2013 11.00 (UTC+2) | Memedov 17' Velaj 41' | Verslag |         | Ta' Qalistadion, Ta' Qali Toeschouwers: 40 Scheidsrechter: Joelia Medvedeva-Keldjoesjeva |

|                            |                                                                             |         |           |                                                                             |
| 6 april 2013 13.30 (UTC+2) | Malta                                                                       | 6 – 0   | Luxemburg | Ta' Qalistadion, Ta' Qali Toeschouwers: 130 Scheidsrechter: Floarea Ionescu |
| 6 april 2013 13.30 (UTC+2) | Carabott 12' Theuma 25' (pen.), 61' Cuschieri 28' Xuerreb 29' Buttigieg 50' | Verslag |           | Ta' Qalistadion, Ta' Qali Toeschouwers: 130 Scheidsrechter: Floarea Ionescu |

|                            |            |         |                       |                                                                        |
| 9 april 2013 16.00 (UTC+2) | Luxemburg  | 1 – 2   | Albanië               | Ta' Qalistadion, Ta' Qali Toeschouwers: 40 Scheidsrechter: Petra Chudá |
| 9 april 2013 16.00 (UTC+2) | Maurer 45' | Verslag | 16' Jashari 69' Velaj | Ta' Qalistadion, Ta' Qali Toeschouwers: 40 Scheidsrechter: Petra Chudá |

|                            |         |         |                            |                                                                                           |
| 9 april 2013 18.30 (UTC+2) | Letland | 0 – 2   | Malta                      | Ta' Qalistadion, Ta' Qali Toeschouwers: 210 Scheidsrechter: Joelia Medvedeva-Keldjoesjeva |
| 9 april 2013 18.30 (UTC+2) |         | Verslag | 45+1' Theuma 83' Cuschieri | Ta' Qalistadion, Ta' Qali Toeschouwers: 210 Scheidsrechter: Joelia Medvedeva-Keldjoesjeva |

### Groep B
| Pos | Team         | Wed | W | G | V | Ptn | DV | DT | +/− | Kwalificatie            |       | Vlag van Faeröer | Vlag van Montenegro | Vlag van Georgië | Vlag van Litouwen |
| --- | ------------ | --- | - | - | - | --- | -- | -- | --- | ----------------------- | ----- | ---------------- | ------------------- | ---------------- | ----------------- |
| 1   | Faeröer      | 3   | 2 | 1 | 0 | 7   | 6  | 4  | +2  | Door naar de groepsfase |       |                  | 3 – 3               | 2 – 1            |                   |
| 2   | Montenegro   | 3   | 1 | 2 | 0 | 5   | 6  | 4  | +2  | Door naar de groepsfase |       |                  |                     |                  | 1 – 1             |
| 3   | Georgië      | 3   | 1 | 0 | 2 | 3   | 5  | 7  | −2  |                         |       |                  | 0 – 2               |                  | 4 – 3             |
| 4   | Litouwen (G) | 3   | 0 | 1 | 2 | 1   | 4  | 6  | −2  |                         | 0 – 1 |                  |                     |                  |                   |

|                            |                                  |         |                           |                                                                      |
| 4 april 2013 14.00 (UTC+3) | Faeröer                          | 3 – 3   | Montenegro                | LFF-stadion, Vilnius Toeschouwers: 30 Scheidsrechter: Linn Andersson |
| 4 april 2013 14.00 (UTC+3) | H. Sevdal 49', 76' Magnussen 51' | Verslag | 18', 66' Vukčević 59' Kuć | LFF-stadion, Vilnius Toeschouwers: 30 Scheidsrechter: Linn Andersson |

|                            |                                                                   |         |                                         |                                                                              |
| 4 april 2013 18.30 (UTC+3) | Georgië                                                           | 4 – 3   | Litouwen                                | LFF-stadion, Vilnius Toeschouwers: 250 Scheidsrechter: Paloma Quintero Siles |
| 4 april 2013 18.30 (UTC+3) | Pasikasjvili 32' Ttsjkonia 39' Matveeva 60' Kunickaitė 85' (e.d.) | Verslag | 9' Vanagaitė 17' Bložytė 82' Mažukelyte | LFF-stadion, Vilnius Toeschouwers: 250 Scheidsrechter: Paloma Quintero Siles |

|                            |                    |         |                                    |                                                                    |
| 6 april 2013 14.00 (UTC+3) | Georgië            | 0 – 2   | Montenegro                         | LFF-stadion, Vilnius Toeschouwers: 10 Scheidsrechter: Dilan Gökçek |
| 6 april 2013 14.00 (UTC+3) | Ttsjkonia 60', 71' | Verslag | 38' (e.d.) Kvelidze 90+4' Vukčević | LFF-stadion, Vilnius Toeschouwers: 10 Scheidsrechter: Dilan Gökçek |

|                            |          |         |               |                                                                              |
| 6 april 2013 18.30 (UTC+3) | Litouwen | 0 – 1   | Faeröer       | LFF-stadion, Vilnius Toeschouwers: 262 Scheidsrechter: Paloma Quintero Siles |
| 6 april 2013 18.30 (UTC+3) |          | Verslag | 61' Andreasen | LFF-stadion, Vilnius Toeschouwers: 262 Scheidsrechter: Paloma Quintero Siles |

|                            |                    |         |                   |                                                                    |
| 9 april 2013 14.00 (UTC+3) | Faeröer            | 2 – 1   | Georgië           | LFF-stadion, Vilnius Toeschouwers: 12 Scheidsrechter: Dilan Gökçek |
| 9 april 2013 14.00 (UTC+3) | H. Sevdal 38', 73' | Verslag | 47' Tsjitsjinadze | LFF-stadion, Vilnius Toeschouwers: 12 Scheidsrechter: Dilan Gökçek |

|                            |              |         |                 |                                                                       |
| 9 april 2013 18.30 (UTC+3) | Montenegro   | 1 – 1   | Litouwen        | LFF-stadion, Vilnius Toeschouwers: 130 Scheidsrechter: Linn Andersson |
| 9 april 2013 18.30 (UTC+3) | Vukčević 60' | Verslag | 90+1' Vanagaitė | LFF-stadion, Vilnius Toeschouwers: 130 Scheidsrechter: Linn Andersson |

## Groepsfase

### Groep 1
| Pos | Team      | Wed | W  | G | V | Ptn | DV | DT | +/− | Kwalificatie |        | Vlag van Duitsland | Vlag van Rusland | Vlag van Ierland | Vlag van Kroatië | Vlag van Slovenië | Vlag van Slowakije |
| --- | --------- | --- | -- | - | - | --- | -- | -- | --- | ------------ | ------ | ------------------ | ---------------- | ---------------- | ---------------- | ----------------- | ------------------ |
| 1   | Duitsland | 10  | 10 | 0 | 0 | 30  | 62 | 4  | +58 | Eindtoernooi |        |                    | 9 – 0            | 2 – 0            | 4 – 0            | 4 – 0             | 9 – 1              |
| 2   | Rusland   | 10  | 7  | 1 | 2 | 22  | 19 | 18 | +1  |              |        | 1 – 4              |                  | 0 – 0            | 1 – 0            | 4 – 1             | 3 – 1              |
| 3   | Ierland   | 10  | 5  | 2 | 3 | 17  | 13 | 9  | +4  |              | 2 – 3  | 1 – 3              |                  | 1 – 0            | 2 – 0            | 2 – 0             |                    |
| 4   | Kroatië   | 10  | 2  | 2 | 6 | 8   | 7  | 20 | −13 |              | 0 – 8  | 1 – 3              | 1 – 1            |                  | 1 – 0            | 0 – 1             |                    |
| 5   | Slovenië  | 10  | 2  | 0 | 8 | 6   | 7  | 34 | −27 |              | 0 – 13 | 1 – 2              | 0 – 3            | 0 – 3            |                  | 2 – 1             |                    |
| 6   | Slowakije | 10  | 1  | 1 | 8 | 4   | 6  | 29 | −23 |              | 0 – 6  | 0 – 2              | 0 – 1            | 1 – 1            | 1 – 3            |                   |                    |

|                                 | |         |         |                                                                                      |
| 21 september 2013 15.00 (UTC+2) | Duitsland | 9 – 0   | Rusland | Stadion der Freundschaft, Cottbus Toeschouwers: 10.031 Scheidsrechter: Jana Adámková |
| 21 september 2013 15.00 (UTC+2) | Célia Šašić Šašić 22' (pen.) Keßler 25', 85' Marozsán 26', 37' Alushi 73' Leupolz 76' Goeßling 80' Schmidt 87' | Verslag |         | Stadion der Freundschaft, Cottbus Toeschouwers: 10.031 Scheidsrechter: Jana Adámková |

|                                 |                               |         |           |                                                                             |
| 22 september 2013 14.00 (UTC+1) | Ierland                       | 2 – 0   | Slowakije | Tallaght Stadium, Dublin Toeschouwers: 497 Scheidsrechter: Pernilla Larsson |
| 22 september 2013 14.00 (UTC+1) | Russell 56' D. O'Sullivan 74' | Verslag |           | Tallaght Stadium, Dublin Toeschouwers: 497 Scheidsrechter: Pernilla Larsson |

|                                 |                     |         |                      |                                                                            |
| 26 september 2013 15.30 (UTC+2) | Kroatië             | 1 – 1   | Ierland              | Gradski stadion, Sinj Toeschouwers: 1.500 Scheidsrechter: Knarik Grigoryan |
| 26 september 2013 15.30 (UTC+2) | Caldwell 11' (e.d.) | Verslag | 90+4' (e.d.) Scurich | Gradski stadion, Sinj Toeschouwers: 1.500 Scheidsrechter: Knarik Grigoryan |

|                                 |                 |         |                                         |                                                                       |
| 26 september 2013 18.00 (UTC+2) | Slowakije       | 1 – 3   | Slovenië                                | NTC Senec, Senec Toeschouwers: 262 Scheidsrechter: Stéphanie Frappart |
| 26 september 2013 18.00 (UTC+2) | Škorvánková 77' | Verslag | 30' (e.d.) Rybárová 45+1' Nikl 89' Zver | NTC Senec, Senec Toeschouwers: 262 Scheidsrechter: Stéphanie Frappart |

|                               |         |         |                 |                                                                                |
| 26 oktober 2013 14.00 (UTC+2) | Kroatië | 0 – 1   | Slowakije       | Sv. Josip Radnik, Sesvete Toeschouwers: 500 Scheidsrechter: Sandra Braz Bastos |
| 26 oktober 2013 14.00 (UTC+2) |         | Verslag | 33' Bartovičová | Sv. Josip Radnik, Sesvete Toeschouwers: 500 Scheidsrechter: Sandra Braz Bastos |

|                               |          |         | |                                                                       |
| 26 oktober 2013 15.45 (UTC+2) | Slovenië | 0 – 13  | Duitsland | Bonifikastadion, Koper Toeschouwers: 2.000 Scheidsrechter: Amy Rayner |
| 26 oktober 2013 15.45 (UTC+2) |          | Verslag | 4' (pen.), 32', 66' Šašić 10' Maier 16', 20', 65' Mittag 19' Krahn 42' Laudehr 62' Alushi 85', 87' Goeßling 90+3' Popp | Bonifikastadion, Koper Toeschouwers: 2.000 Scheidsrechter: Amy Rayner |

|                               |          |         |                                                  |                                                                            |
| 30 oktober 2013 17.00 (UTC+1) | Slovenië | 0 – 3   | Ierland                                          | Ob Jezeru Stadion, Velenje Toeschouwers: 500 Scheidsrechter: Lilach Asulin |
| 30 oktober 2013 17.00 (UTC+1) |          | Verslag | 12' F. O'Sullivan 42' O'Gorman 46' D. O'Sullivan | Ob Jezeru Stadion, Velenje Toeschouwers: 500 Scheidsrechter: Lilach Asulin |

|                               |                                                                 |         |         |                                                                                           |
| 30 oktober 2013 18.00 (UTC+1) | Duitsland                                                       | 4 – 0   | Kroatië | Stadion am Bornheimer Hang, Frankfurt Toeschouwers: 6.104 Scheidsrechter: Lina Lehtovaara |
| 30 oktober 2013 18.00 (UTC+1) | Šašić 52' Hercigonja-Moulton 56' (e.d.), 62' (e.d.) Wensing 80' | Verslag |         | Stadion am Bornheimer Hang, Frankfurt Toeschouwers: 6.104 Scheidsrechter: Lina Lehtovaara |

|                               |           |         |                                     |                                                                    |
| 31 oktober 2013 17.00 (UTC+1) | Slowakije | 0 – 2   | Rusland                             | NTC Senec, Senec Toeschouwers: 324 Scheidsrechter: Katalin Kulcsár |
| 31 oktober 2013 17.00 (UTC+1) |           | Verslag | 72' (e.d.) Bartovičová 74' Morozova | NTC Senec, Senec Toeschouwers: 324 Scheidsrechter: Katalin Kulcsár |

|                                |           |         |                                                      |                                                                                             |
| 23 november 2013 14.00 (UTC+1) | Slowakije | 0 – 6   | Duitsland                                            | Štadión pod Dubňom, Žilina Toeschouwers: 1.128 Scheidsrechter: Elia María Martínez Martínez |
| 23 november 2013 14.00 (UTC+1) |           | Verslag | 8', 83' Keßler 57', 65' Mittag 84' Popp 87' Marozsán | Štadión pod Dubňom, Žilina Toeschouwers: 1.128 Scheidsrechter: Elia María Martínez Martínez |

|                                |         |         |                                                                           |                                                                                             |
| 27 november 2013 14.00 (UTC+1) | Kroatië | 0 – 8   | Duitsland                                                                 | Stadion Gradski vrt, Osijek Toeschouwers: 400 Scheidsrechter: Joelia Medvedeva-Keldjoesjeva |
| 27 november 2013 14.00 (UTC+1) |         | Verslag | 12', 22', 68', 80' Marozsán 13' Šašić 53' Mittag 72' Popp 90+1' Bartusiak | Stadion Gradski vrt, Osijek Toeschouwers: 400 Scheidsrechter: Joelia Medvedeva-Keldjoesjeva |

|                            |                                                             |         |            |                                                                       |
| 5 april 2014 15.00 (UTC+3) | Rusland                                                     | 4 – 1   | Slovenië   | Rodinastadion, Chimki Toeschouwers: 302 Scheidsrechter: Olga Zadinová |
| 5 april 2014 15.00 (UTC+3) | Orlova 31' Korovkina 36' Tsyboetovitsj 53' Pantjoechina 87' | Verslag | 12' Jerina | Rodinastadion, Chimki Toeschouwers: 302 Scheidsrechter: Olga Zadinová |

|                            |                    |         |                                             |                                                                             |
| 5 april 2014 15.00 (UTC+1) | Ierland            | 2 – 3   | Duitsland                                   | Tallaght Stadium, Dublin Toeschouwers: 1.623 Scheidsrechter: Efthalia Mitsi |
| 5 april 2014 15.00 (UTC+1) | Quinn 3' Roche 89' | Verslag | 65' (pen.) Laudehr 84' Lotzen 90+1' Leupolz | Tallaght Stadium, Dublin Toeschouwers: 1.623 Scheidsrechter: Efthalia Mitsi |

|                            |                 |         |                |                                                                          |
| 9 april 2014 16.00 (UTC+3) | Rusland         | 1 – 0   | Kroatië        | Rodinastadion, Chimki Toeschouwers: 200 Scheidsrechter: Sofia Karagiorgi |
| 9 april 2014 16.00 (UTC+3) | Pantjoechina 9' | Verslag | 39', 65' Baban | Rodinastadion, Chimki Toeschouwers: 200 Scheidsrechter: Sofia Karagiorgi |

|                             |                                        |         |          |                                                                                    |
| 10 april 2014 18.00 (UTC+2) | Duitsland                              | 4 – 0   | Slovenië | Carl-Benz-Stadion, Mannheim Toeschouwers: 7.122 Scheidsrechter: Sandra Braz Bastos |
| 10 april 2014 18.00 (UTC+2) | Leupolz 18' Mittag 21', 67' Lotzen 63' | Verslag |          | Carl-Benz-Stadion, Mannheim Toeschouwers: 7.122 Scheidsrechter: Sandra Braz Bastos |

|                          |                   |         |                                    |                                                                             |
| 7 mei 2014 19.30 (UTC+1) | Ierland           | 1 – 3   | Rusland                            | Tallaght Stadium, Dublin Toeschouwers: 1.503 Scheidsrechter: Efthalia Mitsi |
| 7 mei 2014 19.30 (UTC+1) | F. O'Sullivan 35' | Verslag | 7' Sotsjneva 12', 43' Pantjoechina | Tallaght Stadium, Dublin Toeschouwers: 1.503 Scheidsrechter: Efthalia Mitsi |

|                          |                                                                                     |         |             |                                                                                            |
| 8 mei 2014 17.00 (UTC+2) | Duitsland                                                                           | 9 – 1   | Slowakije   | Stadion an der Bremer Brücke, Osnabrück Toeschouwers: 8.569 Scheidsrechter: Séverine Zinck |
| 8 mei 2014 17.00 (UTC+2) | Alushi 2', 35', 70' Mittag 24', 80' Keßler 39' Marozsán 40' Leupolz 73' Laudehr 76' | Verslag | 85' Bíróová | Stadion an der Bremer Brücke, Osnabrück Toeschouwers: 8.569 Scheidsrechter: Séverine Zinck |

|                          |          |         |                                                    |                                                                               |
| 8 mei 2014 17.00 (UTC+2) | Slovenië | 0 – 3   | Kroatië                                            | Mestni stadion Ptuj, Ptuj Toeschouwers: 400 Scheidsrechter: Eleni Lampadariou |
| 8 mei 2014 17.00 (UTC+2) |          | Verslag | 7' Hercigonja-Moulton 10' Balog 17' (pen.) Landeka | Mestni stadion Ptuj, Ptuj Toeschouwers: 400 Scheidsrechter: Eleni Lampadariou |

|                            |            |         |                                   |                                                                           |
| 14 juni 2014 17.30 (UTC+2) | Slovenië   | 1 – 2   | Rusland                           | Domžale Sportpark, Domžale Toeschouwers: 200 Scheidsrechter: Gyöngyi Gaál |
| 14 juni 2014 17.30 (UTC+2) | Jerina 59' | Verslag | 28' Tsyboetovitsj 41' (e.d.) Grad | Domžale Sportpark, Domžale Toeschouwers: 200 Scheidsrechter: Gyöngyi Gaál |

|                            |                     |         |         |                                                                                    |
| 14 juni 2014 18.00 (UTC+1) | Ierland             | 1 – 0   | Kroatië | Tallaght Stadium, Dublin Toeschouwers: 1.046 Scheidsrechter: Karolina Radzik-Johan |
| 14 juni 2014 18.00 (UTC+1) | D. O'Sullivan 90+3' | Verslag |         | Tallaght Stadium, Dublin Toeschouwers: 1.046 Scheidsrechter: Karolina Radzik-Johan |

|                            |         |       |         |                                                                                     |
| 19 juni 2014 15.00 (UTC+3) | Rusland | 0 – 0 | Ierland | Krasnoarmejskstadion, Krasnoarmejsk Toeschouwers: 700 Scheidsrechter: Teodora Albon |
| 19 juni 2014 15.00 (UTC+3) | Verslag |       |         | Krasnoarmejskstadion, Krasnoarmejsk Toeschouwers: 700 Scheidsrechter: Teodora Albon |

|                            |             |         |           |                                                                         |
| 19 juni 2014 18.00 (UTC+2) | Slowakije   | 1 – 1   | Kroatië   | NTC Senec, Senec Toeschouwers: 569 Scheidsrechter: Graziella Pirriatore |
| 19 juni 2014 18.00 (UTC+2) | Šušková 29' | Verslag | 32' Lojna | NTC Senec, Senec Toeschouwers: 569 Scheidsrechter: Graziella Pirriatore |

|                                |                              |         |          |                                                                             |
| 20 augustus 2014 19.30 (UTC+1) | Ierland                      | 2 – 0   | Slovenië | Tallaght Stadium, Dublin Toeschouwers: 1.242 Scheidsrechter: Linn Andersson |
| 20 augustus 2014 19.30 (UTC+1) | Russell 2' F. O'Sullivan 76' | Verslag |          | Tallaght Stadium, Dublin Toeschouwers: 1.242 Scheidsrechter: Linn Andersson |

|                                |                                                |         |              |                                                                            |
| 21 augustus 2014 15.00 (UTC+3) | Rusland                                        | 3 – 1   | Slowakije    | Krylia Sovetov, Moskou Toeschouwers: 250 Scheidsrechter: Eleni Lampadariou |
| 21 augustus 2014 15.00 (UTC+3) | Sidorovskaja 58' Morozova 63' Pantjoechina 80' | Verslag | 25' Kolenová | Krylia Sovetov, Moskou Toeschouwers: 250 Scheidsrechter: Eleni Lampadariou |

|                                 |                         |         |                                |                                                                                          |
| 13 september 2014 15.45 (UTC+3) | Rusland                 | 1 – 4   | Duitsland                      | Olympisch Complex Loezjniki, Moskou Toeschouwers: 2.000 Scheidsrechter: Pernilla Larsson |
| 13 september 2014 15.45 (UTC+3) | Tsyboetovitsj 9' (pen.) | Verslag | 6' Laudehr 19', 28', 72' Šašić | Olympisch Complex Loezjniki, Moskou Toeschouwers: 2.000 Scheidsrechter: Pernilla Larsson |

|                                 |           |         |          |                                                                       |
| 13 september 2014 15.00 (UTC+2) | Kroatië   | 1 – 0   | Slovenië | Stadion Lučko, Zagreb Toeschouwers: 100 Scheidsrechter: Monica Larsen |
| 13 september 2014 15.00 (UTC+2) | Lojna 15' | Verslag |          | Stadion Lučko, Zagreb Toeschouwers: 100 Scheidsrechter: Monica Larsen |

|                                 |           |         |             |                                                                     |
| 13 september 2014 14.30 (UTC+1) | Slowakije | 0 – 1   | Ierland     | NTC Senec, Senec Toeschouwers: 212 Scheidsrechter: Simona Ghisletta |
| 13 september 2014 14.30 (UTC+1) |           | Verslag | 90+2' Roche | NTC Senec, Senec Toeschouwers: 212 Scheidsrechter: Simona Ghisletta |

|                                 |                   |         |               |                                                                                    |
| 17 september 2014 16.00 (UTC+2) | Slovenië          | 2 – 1   | Slowakije     | Športni center Dravograd, Dravograd Toeschouwers: 300 Scheidsrechter: Dilan Gökçek |
| 17 september 2014 16.00 (UTC+2) | Nikl 47' Zver 76' | Verslag | 74' Ondrušová | Športni center Dravograd, Dravograd Toeschouwers: 300 Scheidsrechter: Dilan Gökçek |

|                                 |           |         |                                     |                                                                                       |
| 17 september 2014 17.00 (UTC+2) | Kroatië   | 1 – 3   | Rusland                             | Stadion NŠC Stjepan Spajić, Zagreb Toeschouwers: 300 Scheidsrechter: Monika Mularczyk |
| 17 september 2014 17.00 (UTC+2) | Lojna 26' | Verslag | 11', 34' Pantjoechina 77' Terechova | Stadion NŠC Stjepan Spajić, Zagreb Toeschouwers: 300 Scheidsrechter: Monika Mularczyk |

|                                 |                          |         |         |                                                                              |
| 17 september 2014 18.00 (UTC+2) | Duitsland                | 2 – 0   | Ierland | Voith-Arena, Heidenheim Toeschouwers: 7.028 Scheidsrechter: Kateryna Monzoel |
| 17 september 2014 18.00 (UTC+2) | Behringer 28' Mittag 34' | Verslag |         | Voith-Arena, Heidenheim Toeschouwers: 7.028 Scheidsrechter: Kateryna Monzoel |

### Groep 2
| Pos | Team      | Wed | W | G | V | Ptn | DV | DT | +/− | Kwalificatie |        | Vlag van Spanje | Vlag van Italië | Vlag van Tsjechië | Vlag van Roemenië | Vlag van Estland | Vlag van Macedonië |
| --- | --------- | --- | - | - | - | --- | -- | -- | --- | ------------ | ------ | --------------- | --------------- | ----------------- | ----------------- | ---------------- | ------------------ |
| 1   | Spanje    | 10  | 9 | 1 | 0 | 28  | 42 | 2  | +40 | Eindtoernooi |        |                 | 2 – 0           | 3 – 2             | 1 – 0             | 6 – 0            | 12 – 0             |
| 2   | Italië    | 10  | 8 | 1 | 1 | 25  | 48 | 5  | +43 | Play-offs    |        | 0 – 0           |                 | 6 – 1             | 1 – 0             | 4 – 0            | 15 – 0             |
| 3   | Tsjechië  | 10  | 4 | 2 | 4 | 14  | 21 | 18 | +3  |              |        | 0 – 1           | 0 – 4           |                   | 0 – 0             | 6 – 0            | 5 – 2              |
| 4   | Roemenië  | 10  | 3 | 2 | 5 | 11  | 18 | 11 | +7  |              | 0 – 2  | 1 – 2           | 0 – 0           |                   | 0 – 3             | 6 – 1            |                    |
| 5   | Estland   | 10  | 2 | 1 | 7 | 7   | 8  | 33 | −25 |              | 0 – 5  | 1 – 5           | 1 – 4           | 0 – 2             |                   | 1 – 1            |                    |
| 6   | Macedonië | 10  | 0 | 1 | 9 | 1   | 6  | 74 | −68 |              | 0 – 10 | 0 – 11          | 1 – 3           | 1 – 9             | 0 – 2             |                  |                    |

1. ↑  Estland kreeg van de UEFA een 3 – 0 overwinning toegewezen. Oorspronkelijk had Roemenië deze wedstrijd met 2 – 0 gewonnen.

|                                 |                     |         |                                                                 |                                                                                 |
| 20 september 2013 15.30 (UTC+2) | Macedonië           | 1 – 9   | Roemenië                                                        | Blagoj Istatovstadion, Strumica Toeschouwers: 300 Scheidsrechter: Sharon Sluyts |
| 20 september 2013 15.30 (UTC+2) | Andonova 22' (pen.) | Verslag | 4', 9', 21', 53' Dușa 12' Sârghe 49', 59', 81' Rus 90+1' Vătafu | Blagoj Istatovstadion, Strumica Toeschouwers: 300 Scheidsrechter: Sharon Sluyts |

|                                 |         |         |                                                        |                                                                             |
| 20 september 2013 18.00 (UTC+3) | Estland | 1 – 5   | Italië                                                 | A. Le Coq Arena, Tallinn Toeschouwers: 1.717 Scheidsrechter: Séverine Zinck |
| 20 september 2013 18.00 (UTC+3) | Loo 88' | Verslag | 57' Mauro 68', 72' Gabbiadini 70' Rosucci 77' Bonansea | A. Le Coq Arena, Tallinn Toeschouwers: 1.717 Scheidsrechter: Séverine Zinck |

|                                 |               |         |          |                                                                                               |
| 26 september 2013 20.30 (UTC+2) | Italië        | 1 – 0   | Roemenië | Stadio Rino Mercante, Bassano del Grappa Toeschouwers: 2.000 Scheidsrechter: Monika Mularczyk |
| 26 september 2013 20.30 (UTC+2) | Girelli 90+3' | Verslag |          | Stadio Rino Mercante, Bassano del Grappa Toeschouwers: 2.000 Scheidsrechter: Monika Mularczyk |

|                               |           |         |                                        |                                                                                    |
| 26 oktober 2013 13.00 (UTC+2) | Macedonië | 1 – 3   | Tsjechië                               | Blagoj Istatovstadion, Strumica Toeschouwers: 100 Scheidsrechter: Knarik Grigoryan |
| 26 oktober 2013 13.00 (UTC+2) | Rochi 62' | Verslag | 45+2' Divišová 60' (pen.), 73' Voňková | Blagoj Istatovstadion, Strumica Toeschouwers: 100 Scheidsrechter: Knarik Grigoryan |

|                               |                                                                           |         |         |                                                                                         |
| 27 oktober 2013 12.00 (UTC+1) | Spanje                                                                    | 6 – 0   | Estland | Ciudad Deportiva, Collado Villalba Toeschouwers: 1.000 Scheidsrechter: Sofia Karagiorgi |
| 27 oktober 2013 12.00 (UTC+1) | Bermúdez 14', 58' (pen.) Torrejón 28' Hermoso 45' Natalia 72' Paredes 81' | Verslag |         | Ciudad Deportiva, Collado Villalba Toeschouwers: 1.000 Scheidsrechter: Sofia Karagiorgi |

|                               |           |         |                     |                                                                               |
| 30 oktober 2013 13.00 (UTC+1) | Macedonië | 0 – 2   | Estland             | Blagoj Istatovstadion, Strumica Toeschouwers: 100 Scheidsrechter: Petra Chudá |
| 30 oktober 2013 13.00 (UTC+1) |           | Verslag | 8' Jekimova 58' Loo | Blagoj Istatovstadion, Strumica Toeschouwers: 100 Scheidsrechter: Petra Chudá |

|                               |          |       |          |                                                                           |
| 30 oktober 2013 18.00 (UTC+2) | Roemenië | 0 – 0 | Tsjechië | Cluj Arena, Cluj-Napoca Toeschouwers: 450 Scheidsrechter: Jenny Palmqvist |
| 30 oktober 2013 18.00 (UTC+2) | Verslag  |       |          | Cluj Arena, Cluj-Napoca Toeschouwers: 450 Scheidsrechter: Jenny Palmqvist |

|                               |                          |         |        | |
| 31 oktober 2013 20.00 (UTC+1) | Spanje                   | 2 – 0   | Italië | Nuevo Matapiñonera, San Sebastián de los Reyes Toeschouwers: 1.600 Scheidsrechter: Kateryna Monzoel |
| 31 oktober 2013 20.00 (UTC+1) | Bermúdez 37' Natalia 56' | Verslag |        | Nuevo Matapiñonera, San Sebastián de los Reyes Toeschouwers: 1.600 Scheidsrechter: Kateryna Monzoel |

|                                |            |         |                 |                                                                                  |
| 23 november 2013 12.00 (UTC+1) | Spanje     | 1 – 0   | Roemenië        | Estadio El Deleite, Aranjuez Toeschouwers: 1.566 Scheidsrechter: Katalin Kulcsár |
| 23 november 2013 12.00 (UTC+1) | García 40' | Verslag | 43', 64' Bortan | Estadio El Deleite, Aranjuez Toeschouwers: 1.566 Scheidsrechter: Katalin Kulcsár |

|                                |                                   |         |                               |                                                                                    |
| 27 november 2013 20.00 (UTC+1) | Spanje                            | 3 – 2   | Tsjechië                      | Estadio Fernando Torres, Fuenlabrada Toeschouwers: 834 Scheidsrechter: Paula Brady |
| 27 november 2013 20.00 (UTC+1) | Bermúdez 15', 45+1' Corredera 78' | Verslag | 80' L. Martínková 82' Voňková | Estadio Fernando Torres, Fuenlabrada Toeschouwers: 834 Scheidsrechter: Paula Brady |

|                                |                                                                          |         |              |                                                                                 |
| 13 februari 2014 15.00 (UTC+1) | Italië                                                                   | 6 – 1   | Tsjechië     | Stadio Silvio Piola, Novara Toeschouwers: 800 Scheidsrechter: Bibiana Steinhaus |
| 13 februari 2014 15.00 (UTC+1) | Gabbiadini 26', 32' Manieri 49' Bonansea 61' Domenichetti 64' Panico 71' | Verslag | 44' Divišová | Stadio Silvio Piola, Novara Toeschouwers: 800 Scheidsrechter: Bibiana Steinhaus |

|                                |                                                                                                  |         |           |                                                                              |
| 13 februari 2014 18.45 (UTC+1) | Spanje                                                                                           | 12 – 0  | Macedonië | Estadio Las Gaunas, Logroño Toeschouwers: 5.000 Scheidsrechter: Eszter Urbán |
| 13 februari 2014 18.45 (UTC+1) | Boquete 4', 72' Bermúdez 11', 46' Hermoso 26', 70' Vicky 44' Natalia 59', 64', 83', 90+3', 90+4' | Verslag |           | Estadio Las Gaunas, Logroño Toeschouwers: 5.000 Scheidsrechter: Eszter Urbán |

|                            |         |       |        |                                                                                |
| 5 april 2014 15.30 (UTC+2) | Italië  | 0 – 0 | Spanje | Stadio Romeo Menti, Vicenza Toeschouwers: 5.400 Scheidsrechter: Esther Staubli |
| 5 april 2014 15.30 (UTC+2) | Verslag |       |        | Stadio Romeo Menti, Vicenza Toeschouwers: 5.400 Scheidsrechter: Esther Staubli |

|                             |           |         |                                                                                           |                                                                             |
| 10 april 2014 14.00 (UTC+2) | Macedonië | 0 – 10  | Spanje                                                                                    | FFM Training Centre, Skopje Toeschouwers: 200 Scheidsrechter: Kateryna Zora |
| 10 april 2014 14.00 (UTC+2) |           | Verslag | 29', 30', 59' Bermúdez 33' Torrejón 45' Natalia 45+1', 65', 73' Hermoso 62', 64' Calderón | FFM Training Centre, Skopje Toeschouwers: 200 Scheidsrechter: Kateryna Zora |

|                             |            |         |                           |                                                                       |
| 10 april 2014 18.00 (UTC+3) | Roemenië   | 1 – 2   | Italië                    | Cluj Arena, Cluj-Napoca Toeschouwers: 458 Scheidsrechter: Morag Pirie |
| 10 april 2014 18.00 (UTC+3) | Vătafu 80' | Verslag | 36' Panico 78' Gabbiadini | Cluj Arena, Cluj-Napoca Toeschouwers: 458 Scheidsrechter: Morag Pirie |

|                             |                                                                  |         |         |                                                                                       |
| 26 april 2014 16.00 (UTC+2) | Tsjechië                                                         | 6 – 0   | Estland | Stadion v Městských sadech, Opava Toeschouwers: 642 Scheidsrechter: Eleni Lampadariou |
| 26 april 2014 16.00 (UTC+2) | Kožárová 3' Cahynová 12' Krejčiříková 24', 41' Svitková 26', 72' | Verslag |         | Stadion v Městských sadech, Opava Toeschouwers: 642 Scheidsrechter: Eleni Lampadariou |

|                          |          |       |          | |
| 7 mei 2014 17.00 (UTC+2) | Tsjechië | 0 – 0 | Roemenië | Městský fotbalový stadion Miroslava Valenty, Uherské Hradiště Toeschouwers: 650 Scheidsrechter: Pernilla Larsson |
| 7 mei 2014 17.00 (UTC+2) | Verslag  |       |          | Městský fotbalový stadion Miroslava Valenty, Uherské Hradiště Toeschouwers: 650 Scheidsrechter: Pernilla Larsson |

|                          |           |         | |                                                                              |
| 8 mei 2014 14.00 (UTC+2) | Macedonië | 0 – 11  | Italië | FFM Training Centre, Skopje Toeschouwers: 300 Scheidsrechter: Linn Andersson |
| 8 mei 2014 14.00 (UTC+2) |           | Verslag | 5' Panico 9', 11', 39' Girelli 26' Manieri 27', 43' Gabbiadini 51' Bonansea 77' Carissimi 83' Brumana 90+4' Fuselli | FFM Training Centre, Skopje Toeschouwers: 300 Scheidsrechter: Linn Andersson |

|                          |         |         |                                             |                                                                       |
| 8 mei 2014 18.00 (UTC+3) | Estland | 0 – 5   | Spanje                                      | A. Le Coq Arena, Tallinn Toeschouwers: 896 Scheidsrechter: Amy Rayner |
| 8 mei 2014 18.00 (UTC+3) |         | Verslag | 21', 59' Vicky 32', 35' Natalia 63' Hermoso | A. Le Coq Arena, Tallinn Toeschouwers: 896 Scheidsrechter: Amy Rayner |

|                            |          |         |                                                   |                                                                            |
| 14 juni 2014 15.00 (UTC+2) | Tsjechië | 0 – 4   | Italië                                            | FK Viktoriastadion, Praag Toeschouwers: 650 Scheidsrechter: Efthalia Mitsi |
| 14 juni 2014 15.00 (UTC+2) |          | Verslag | 13' (pen.), 18' Panico 20' Gabbiadini 37' Manieri | FK Viktoriastadion, Praag Toeschouwers: 650 Scheidsrechter: Efthalia Mitsi |

|                            |         |         |              |                                                                         |
| 15 juni 2014 16.00 (UTC+3) | Estland | 1 – 1   | Macedonië    | Haapsalustadion, Haapsalu Toeschouwers: 140 Scheidsrechter: Paula Brady |
| 15 juni 2014 16.00 (UTC+3) | Loo 3'  | Verslag | 39' Andonova | Haapsalustadion, Haapsalu Toeschouwers: 140 Scheidsrechter: Paula Brady |

|                            |                                                         |         |                   |                                                                                     |
| 18 juni 2014 17.30 (UTC+2) | Tsjechië                                                | 5 – 2   | Macedonië         | FK Viktoriastadion, Praag Toeschouwers: 450 Scheidsrechter: Anastasia Poestovojtova |
| 18 juni 2014 17.30 (UTC+2) | Cahynová 35' Pincová 47' Martínková 49', 80' Hloupá 90' | Verslag | 48', 72' Andonova | FK Viktoriastadion, Praag Toeschouwers: 450 Scheidsrechter: Anastasia Poestovojtova |

|                            |         |         |               |                                                                          |
| 19 juni 2014 18.00 (UTC+3) | Estland | 0 – 2   | Roemenië      | Haapsalustadion, Haapsalu Toeschouwers: 105 Scheidsrechter: Leen Martens |
| 19 juni 2014 18.00 (UTC+3) |         | Verslag | 29', 38' Dușa | Haapsalustadion, Haapsalu Toeschouwers: 105 Scheidsrechter: Leen Martens |

|                                |           |         |                                          |                                                                                          |
| 20 augustus 2014 14.00 (UTC+3) | Estland   | 1 – 4   | Tsjechië                                 | A. Le Coq Arena, Tallinn Toeschouwers: 387 Scheidsrechter: Joelia Medvedeva-Keldjoesjeva |
| 20 augustus 2014 14.00 (UTC+3) | Aarna 72' | Verslag | 22', 27', 69' Svitková 81' (e.d.) Raadik | A. Le Coq Arena, Tallinn Toeschouwers: 387 Scheidsrechter: Joelia Medvedeva-Keldjoesjeva |

|                                |                                                                 |         |            |                                                                                  |
| 21 augustus 2014 18.00 (UTC+3) | Roemenië                                                        | 6 – 1   | Macedonië  | Stadionul Mogoșoaia, Mogoșoaia Toeschouwers: 160 Scheidsrechter: Lina Lehtovaara |
| 21 augustus 2014 18.00 (UTC+3) | Voicu 12' Bâtea 42' Lunca 55', 63' Corduneanu 90+1' Spânu 90+4' | Verslag | 50' Salihi | Stadionul Mogoșoaia, Mogoșoaia Toeschouwers: 160 Scheidsrechter: Lina Lehtovaara |

|                                 |          |         |                  |                                                                                 |
| 13 september 2014 17.00 (UTC+3) | Roemenië | 0 – 2   | Spanje           | Emil Alexandrescustadion, Iaşi Toeschouwers: 350 Scheidsrechter: Linn Andersson |
| 13 september 2014 17.00 (UTC+3) |          | Verslag | 28', 59' Natalia | Emil Alexandrescustadion, Iaşi Toeschouwers: 350 Scheidsrechter: Linn Andersson |

|                                 |                                                       |         |         |                                                                                   |
| 13 september 2014 20.00 (UTC+2) | Italië                                                | 4 – 0   | Estland | Stadio Silvio Piola, Vercelli Toeschouwers: 1.000 Scheidsrechter: Katalin Kulcsár |
| 13 september 2014 20.00 (UTC+2) | Bonansea 6' Zlidnis 8' (e.d.) Cernoia 27' Manieri 65' | Verslag |         | Stadio Silvio Piola, Vercelli Toeschouwers: 1.000 Scheidsrechter: Katalin Kulcsár |

|                                 |          |         |               |                                                                           |
| 17 september 2014 16.00 (UTC+2) | Tsjechië | 0 – 1   | Spanje        | Spartak Písek, Písek Toeschouwers: 465 Scheidsrechter: Stéphanie Frappart |
| 17 september 2014 16.00 (UTC+2) |          | Verslag | 90+1' Boquete | Spartak Písek, Písek Toeschouwers: 465 Scheidsrechter: Stéphanie Frappart |

|                                 |                |                 |         |                                                                                  |
| 17 september 2014 17.00 (UTC+3) | Roemenië       | 0 – 3 Toegekend | Estland | Emil Alexandrescustadion, Iaşi Toeschouwers: 45 Scheidsrechter: Aneliya Sinabova |
| 17 september 2014 17.00 (UTC+3) | Spânu 18', 38' | Verslag         |         | Emil Alexandrescustadion, Iaşi Toeschouwers: 45 Scheidsrechter: Aneliya Sinabova |

|                                 | |         |           |                                                                                    |
| 17 september 2014 16.00 (UTC+2) | Italië | 15 – 0  | Macedonië | Stadio Silvio Piola, Vercelli Toeschouwers: 870 Scheidsrechter: Sandra Braz Bastos |
| 17 september 2014 16.00 (UTC+2) | Sabatino 14', 28', 45+1', 48', 51', 76' Camporese 22' Panico 23', 27' Tuttino 61' Bonansea 62', 69', 85' Cernoia 64' D'Adda 72' | Verslag |           | Stadio Silvio Piola, Vercelli Toeschouwers: 870 Scheidsrechter: Sandra Braz Bastos |

### Groep 3
| Pos | Team        | Wed | W | G | V  | Ptn | DV | DT | +/− | Kwalificatie |       | Vlag van Zwitserland | Vlag van IJsland | Vlag van Denemarken | Vlag van Israël | Vlag van Servië | Vlag van Malta |
| --- | ----------- | --- | - | - | -- | --- | -- | -- | --- | ------------ | ----- | -------------------- | ---------------- | ------------------- | --------------- | --------------- | -------------- |
| 1   | Zwitserland | 10  | 9 | 1 | 0  | 28  | 53 | 1  | +52 | Eindtoernooi |       |                      | 3 – 0            | 1 – 1               | 9 – 0           | 9 – 0           | 11 – 0         |
| 2   | IJsland     | 10  | 6 | 1 | 3  | 19  | 29 | 9  | +20 |              |       | 0 – 2                |                  | 0 – 1               | 3 – 0           | 9 – 1           | 5 – 0          |
| 3   | Denemarken  | 10  | 5 | 3 | 2  | 18  | 25 | 6  | +19 |              | 0 – 1 | 1 – 1                |                  | 0 – 1               | 3 – 1           | 8 – 0           |                |
| 4   | Israël      | 10  | 4 | 0 | 6  | 12  | 9  | 27 | −18 |              | 0 – 5 | 0 – 1                | 0 – 5            |                     | 3 – 1           | 2 – 0           |                |
| 5   | Servië      | 10  | 3 | 1 | 6  | 10  | 16 | 34 | −18 |              | 0 – 7 | 1 – 2                | 1 – 1            | 3 – 0               |                 | 5 – 0           |                |
| 6   | Malta       | 10  | 0 | 0 | 10 | 0   | 0  | 55 | −55 |              | 0 – 5 | 0 – 8                | 0 – 5            | 0 – 3               | 0 – 3           |                 |                |

1. ↑  Israël kreeg van de UEFA een 3 – 0 overwinning toegewezen. Oorspronkelijk had Israël deze wedstrijd met 2 – 0 gewonnen.

|                                 |                                                                                             |         |        |                                                                                     |
| 21 september 2013 19.30 (UTC+2) | Zwitserland                                                                                 | 9 – 0   | Servië | Centre Sportif de Colovray Nyon, Nyon Toeschouwers: 915 Scheidsrechter: Morag Pirie |
| 21 september 2013 19.30 (UTC+2) | Bachmann 13', 83' Crnogorčević 21', 61', 81', 87' Dickenmann 36' (pen.) Wälti 38' Bürki 75' | Verslag |        | Centre Sportif de Colovray Nyon, Nyon Toeschouwers: 915 Scheidsrechter: Morag Pirie |

|                               |         |         |                                   |                                                                                     |
| 26 september 2013 18.30 (UTC) | IJsland | 0 – 2   | Zwitserland                       | Laugardalsvöllur, Reykjavik Toeschouwers: 2.050 Scheidsrechter: Christine Baitinger |
| 26 september 2013 18.30 (UTC) |         | Verslag | 9' Bachmann 54' (pen.) Dickenmann | Laugardalsvöllur, Reykjavik Toeschouwers: 2.050 Scheidsrechter: Christine Baitinger |

|                               |             |         |            |                                                                    |
| 26 oktober 2013 15.00 (UTC+2) | Servië      | 1 – 1   | Denemarken | Inđijastadion, Inđija Toeschouwers: 300 Scheidsrechter: Rhona Daly |
| 26 oktober 2013 15.00 (UTC+2) | Čubrilo 20' | Verslag | 19' Harder | Inđijastadion, Inđija Toeschouwers: 300 Scheidsrechter: Rhona Daly |

|                               |                       |         |       |                                                                                |
| 27 oktober 2013 14.00 (UTC+2) | Israël                | 2 – 0   | Malta | Ramat Ganstadion, Ramat Gan Toeschouwers: 110 Scheidsrechter: Hilal Tuba Tosun |
| 27 oktober 2013 14.00 (UTC+2) | Sofer 51' Shelina 60' | Verslag |       | Ramat Ganstadion, Ramat Gan Toeschouwers: 110 Scheidsrechter: Hilal Tuba Tosun |

|                               |             |         |                                  |                                                                                       |
| 31 oktober 2013 14.00 (UTC+1) | Servië      | 1 – 2   | IJsland                          | MFK Obilićstadion, Belgrado Toeschouwers: 250 Scheidsrechter: Anastasia Poestovojtova |
| 31 oktober 2013 14.00 (UTC+1) | M. Ilić 68' | Verslag | 19' Vidarsdóttir 43' Ómarsdóttir | MFK Obilićstadion, Belgrado Toeschouwers: 250 Scheidsrechter: Anastasia Poestovojtova |

|                               |            |         |              |                                                                          |
| 31 oktober 2013 18.00 (UTC+1) | Denemarken | 0 – 1   | Zwitserland  | Vejlestadion, Vejle Toeschouwers: 1.921 Scheidsrechter: Pernilla Larsson |
| 31 oktober 2013 18.00 (UTC+1) |            | Verslag | 26' Bachmann | Vejlestadion, Vejle Toeschouwers: 1.921 Scheidsrechter: Pernilla Larsson |

|                                |       |         |                                                      |                                                                              |
| 24 november 2013 14.00 (UTC+1) | Malta | 0 – 5   | Denemarken                                           | Ta' Qalistadion, Ta' Qali Toeschouwers: 330 Scheidsrechter: Sofia Karagiorgi |
| 24 november 2013 14.00 (UTC+1) |       | Verslag | 7' Troelsgaard 26', 66' Nadim 34' Harder 86' Nielsen | Ta' Qalistadion, Ta' Qali Toeschouwers: 330 Scheidsrechter: Sofia Karagiorgi |

|                                |                                  |         |                   |                                                                                |
| 24 november 2013 19.00 (UTC+2) | Israël                           | 3 – 1   | Servië            | HaMoshavastadion, Petach Tikwa Toeschouwers: 270 Scheidsrechter: Marija Kurtes |
| 24 november 2013 19.00 (UTC+2) | Fridman 26' Falkon 38' Sofer 67' | Verslag | 3' (pen.) Podovac | HaMoshavastadion, Petach Tikwa Toeschouwers: 270 Scheidsrechter: Marija Kurtes |

|                                |        |         |                                                            |                                                                                |
| 12 februari 2014 17.00 (UTC+2) | Israël | 0 – 5   | Zwitserland                                                | HaMoshavastadion, Petach Tikwa Toeschouwers: 100 Scheidsrechter: Teodora Albon |
| 12 februari 2014 17.00 (UTC+2) |        | Verslag | 6', 28', 36' Humm 45' (pen.) Dickenmann 90+3' Crnogorčević | HaMoshavastadion, Petach Tikwa Toeschouwers: 100 Scheidsrechter: Teodora Albon |

|                                |       |         |                                         |                                                                             |
| 13 februari 2014 14.00 (UTC+1) | Malta | 0 – 3   | Servië                                  | Ta' Qalistadion, Ta' Qali Toeschouwers: 250 Scheidsrechter: Zuzana Štrpková |
| 13 februari 2014 14.00 (UTC+1) |       | Verslag | 3' Damnjanović 38' Čubrilo 84' Čanković | Ta' Qalistadion, Ta' Qali Toeschouwers: 250 Scheidsrechter: Zuzana Štrpková |

|                            | |         |       |                                                                             |
| 5 april 2014 16.00 (UTC+2) | Zwitserland                                                                                         | 11 – 0  | Malta | Herti Allmendstadion, Zug Toeschouwers: 1.040 Scheidsrechter: Vesna Budimir |
| 5 april 2014 16.00 (UTC+2) | Bachmann 4' Dickenmann 13', 45+4', 90+3' Moser 17', 62' Remund 31' Abbé 39' Kiwic 41' Humm 59', 85' | Verslag |       | Herti Allmendstadion, Zug Toeschouwers: 1.040 Scheidsrechter: Vesna Budimir |

|                            |        |         |                    |                                                                                |
| 5 april 2014 20.30 (UTC+3) | Israël | 0 – 1   | IJsland            | Ramat Ganstadion, Ramat Gan Toeschouwers: 100 Scheidsrechter: Monika Mularczyk |
| 5 april 2014 20.30 (UTC+3) |        | Verslag | 60' Brynjarsdóttir | Ramat Ganstadion, Ramat Gan Toeschouwers: 100 Scheidsrechter: Monika Mularczyk |

|                             |       |         | |                                                                             |
| 10 april 2014 14.00 (UTC+2) | Malta | 0 – 8   | IJsland                                                                                                 | Ta' Qalistadion, Ta' Qali Toeschouwers: 250 Scheidsrechter: Sjoukje de Jong |
| 10 april 2014 14.00 (UTC+2) |       | Verslag | 2', 23', 60' Þorsteinsdóttir 15' Lárusdóttir 33', 90+4' Brynjarsdóttir 64' Friðriksdóttir 87' Óladóttir | Ta' Qalistadion, Ta' Qali Toeschouwers: 250 Scheidsrechter: Sjoukje de Jong |

|                             |                       |         |            |                                                                                   |
| 10 april 2014 19.00 (UTC+2) | Zwitserland           | 1 – 1   | Denemarken | Stadion Brügglifeld, Aarau Toeschouwers: 1.902 Scheidsrechter: Cristina Dorcioman |
| 10 april 2014 19.00 (UTC+2) | Dickenmann 64' (pen.) | Verslag | 51' Røddik | Stadion Brügglifeld, Aarau Toeschouwers: 1.902 Scheidsrechter: Cristina Dorcioman |

|                          |       |                 |                         |                                                                           |
| 7 mei 2014 14.00 (UTC+2) | Malta | 0 – 3 Toegekend | Israël                  | Ta' Qalistadion, Ta' Qali Toeschouwers: 157 Scheidsrechter: Olga Zadinová |
| 7 mei 2014 14.00 (UTC+2) |       | Verslag         | 36' M. Fridman 60' Lavi | Ta' Qalistadion, Ta' Qali Toeschouwers: 157 Scheidsrechter: Olga Zadinová |

|                          |                                       |         |         |                                                                                            |
| 8 mei 2014 19.00 (UTC+2) | Zwitserland                           | 3 – 0   | IJsland | Centre Sportif de Colovray Nyon, Nyon Toeschouwers: 1.350 Scheidsrechter: Kateryna Monzoel |
| 8 mei 2014 19.00 (UTC+2) | Bernauer 33' Bürki 69' Dickenmann 80' | Verslag |         | Centre Sportif de Colovray Nyon, Nyon Toeschouwers: 1.350 Scheidsrechter: Kateryna Monzoel |

|                          |                                                  |         |                    |                                                                          |
| 8 mei 2014 20.30 (UTC+2) | Denemarken                                       | 3 – 1   | Servië             | Vejlestadion, Vejle Toeschouwers: 726 Scheidsrechter: Stéphanie Frappart |
| 8 mei 2014 20.30 (UTC+2) | Rasmussen 9' (pen.) Knudsen 10' Christiansen 83' | Verslag | 58' (pen.) Podovac | Vejlestadion, Vejle Toeschouwers: 726 Scheidsrechter: Stéphanie Frappart |

|                            |                                                                               |         |                |                                                                                |
| 14 juni 2014 16.00 (UTC+2) | Zwitserland                                                                   | 9 – 0   | Israël         | Stadion Niedermatten, Wohlen Toeschouwers: 950 Scheidsrechter: Katalin Kulcsár |
| 14 juni 2014 16.00 (UTC+2) | Humm 29' Kiwic 32' Bachmann 35', 39' Moser 37' Bürki 59', 84', 86' Abbé 90+1' | Verslag | 45', 70' Tvill | Stadion Niedermatten, Wohlen Toeschouwers: 950 Scheidsrechter: Katalin Kulcsár |

|                            |                                                                            |         |       |                                                                         |
| 14 juni 2014 18.30 (UTC+3) | Servië                                                                     | 5 – 0   | Malta | Inđijastadion, Inđija Toeschouwers: 350 Scheidsrechter: Zuzana Kováčová |
| 14 juni 2014 18.30 (UTC+3) | I. Ilić 4' Čanković 28' Savanović 42' Damnjanović 36', 47' Krstić 67', 74' | Verslag |       | Inđijastadion, Inđija Toeschouwers: 350 Scheidsrechter: Zuzana Kováčová |

|                            |               |         |                 |                                                                    |
| 15 juni 2014 13.00 (UTC+2) | Denemarken    | 1 – 1   | IJsland         | Vejlestadion, Vejle Toeschouwers: 933 Scheidsrechter: Riem Hussein |
| 15 juni 2014 13.00 (UTC+2) | Rasmussen 35' | Verslag | 28' Lárusdóttir | Vejlestadion, Vejle Toeschouwers: 933 Scheidsrechter: Riem Hussein |

|                            |        |         |                                                            |                                                                           |
| 19 juni 2014 18.00 (UTC+3) | Israël | 0 – 5   | Denemarken                                                 | Ramat Ganstadion, Ramat Gan Toeschouwers: 150 Scheidsrechter: Morag Pirie |
| 19 juni 2014 18.00 (UTC+3) |        | Verslag | 35', 86' Nielsen 48' Harder 56' Troelsgaard 90+3' Pedersen | Ramat Ganstadion, Ramat Gan Toeschouwers: 150 Scheidsrechter: Morag Pirie |

|                            |        |         |                                                                                   |                                                                           |
| 19 juni 2014 18.30 (UTC+3) | Servië | 0 – 7   | Zwitserland                                                                       | Inđijastadion, Inđija Toeschouwers: 250 Scheidsrechter: Eleni Lampadariou |
| 19 juni 2014 18.30 (UTC+3) |        | Verslag | 5' Bachmann 21', 51' Dickenmann 48' Moser 60' Crnogorčević 76' Humm 81' Betschart | Inđijastadion, Inđija Toeschouwers: 250 Scheidsrechter: Eleni Lampadariou |

|                          |                                                                     |         |       |                                                                              |
| 19 juni 2014 18.00 (UTC) | IJsland                                                             | 5 – 0   | Malta | Laugardalsvöllur, Reykjavik Toeschouwers: 579 Scheidsrechter: Séverine Zinck |
| 19 juni 2014 18.00 (UTC) | Magnúsdóttir 12' Jensen 20', 86' Lárusdóttir 40' Brynjarsdóttir 64' | Verslag |       | Laugardalsvöllur, Reykjavik Toeschouwers: 579 Scheidsrechter: Séverine Zinck |

|                                |                                |         |        |                                                                                |
| 21 augustus 2014 18.00 (UTC+3) | Servië                         | 3 – 0   | Israël | Suvača Sportcenter, Pećinci Toeschouwers: 200 Scheidsrechter: Aneliya Sinabova |
| 21 augustus 2014 18.00 (UTC+3) | Smiljković 31', 34' Bradić 82' | Verslag |        | Suvača Sportcenter, Pećinci Toeschouwers: 200 Scheidsrechter: Aneliya Sinabova |

|                              |         |         |            |                                                                               |
| 21 augustus 2014 19.30 (UTC) | IJsland | 0 – 1   | Denemarken | Laugardalsvöllur, Reykjavik Toeschouwers: 3.395 Scheidsrechter: Teodora Albon |
| 21 augustus 2014 19.30 (UTC) |         | Verslag | 58' Harder | Laugardalsvöllur, Reykjavik Toeschouwers: 3.395 Scheidsrechter: Teodora Albon |

|                                 |                                                                                    |         |       |                                                                                    |
| 13 september 2014 14.15 (UTC+2) | Denemarken                                                                         | 8 – 0   | Malta | Vejlestadion, Vejle Toeschouwers: 755 Scheidsrechter: Elia María Martínez Martínez |
| 13 september 2014 14.15 (UTC+2) | Røddik 5' (pen.), 89' Rasmussen 17', 50' Knudsen 27' Nadim 28', 67' Sørensen 45+1' | Verslag |       | Vejlestadion, Vejle Toeschouwers: 755 Scheidsrechter: Elia María Martínez Martínez |

|                               |                                                          |         |        |                                                                            |
| 13 september 2014 17.00 (UTC) | IJsland                                                  | 3 – 0   | Israël | Laugardalsvöllur, Reykjavik Toeschouwers: 622 Scheidsrechter: Gyöngyi Gaál |
| 13 september 2014 17.00 (UTC) | Brynjarsdóttir 2' Friðriksdóttir 26' Gunnarsdóttir 90+1' | Verslag |        | Laugardalsvöllur, Reykjavik Toeschouwers: 622 Scheidsrechter: Gyöngyi Gaál |

|                                 |       |         |                                                  |                                                                                     |
| 17 september 2014 17.00 (UTC+2) | Malta | 0 – 5   | Zwitserland                                      | Victor Tedesco Stadion, Ħamrun Toeschouwers: 200 Scheidsrechter: Gordana Kuzmanović |
| 17 september 2014 17.00 (UTC+2) |       | Verslag | 10', 84', 87' (pen.) Crnogorčević 52', 68' Bürki | Victor Tedesco Stadion, Ħamrun Toeschouwers: 200 Scheidsrechter: Gordana Kuzmanović |

|                                 |            |         |            |                                                                               |
| 17 september 2014 18.00 (UTC+2) | Denemarken | 0 – 1   | Israël     | Vejlestadion, Vejle Toeschouwers: 657 Scheidsrechter: Anastasia Poestovojtova |
| 17 september 2014 18.00 (UTC+2) |            | Verslag | 10' Falkon | Vejlestadion, Vejle Toeschouwers: 657 Scheidsrechter: Anastasia Poestovojtova |

|                               | |         |             |                                                                              |
| 17 september 2014 17.00 (UTC) | IJsland | 9 – 1   | Servië      | Laugardalsvöllur, Reykjavik Toeschouwers: 753 Scheidsrechter: Efthalia Mitsi |
| 17 september 2014 17.00 (UTC) | Þorsteinsdóttir 7', 71' Viggósdóttir 10' Hönnudóttir 27', 72' Ásgrímsdóttir 58' Brynjarsdóttir 63', 84' Helgadóttir 67' (pen.) | Verslag | 60' Čubrilo | Laugardalsvöllur, Reykjavik Toeschouwers: 753 Scheidsrechter: Efthalia Mitsi |

### Groep 4
| Pos | Team                  | Wed | W  | G | V | Ptn | DV | DT | +/− | Kwalificatie |       | Vlag van Zweden | Vlag van Schotland | Vlag van Polen | Vlag van Bosnië en Herzegovina | Vlag van Noord-Ierland | Vlag van Faeröer |
| --- | --------------------- | --- | -- | - | - | --- | -- | -- | --- | ------------ | ----- | --------------- | ------------------ | -------------- | ------------------------------ | ---------------------- | ---------------- |
| 1   | Zweden                | 10  | 10 | 0 | 0 | 30  | 32 | 1  | +31 | Eindtoernooi |       |                 | 2 – 0              | 2 – 0          | 3 – 0                          | 3 – 0                  | 5 – 0            |
| 2   | Schotland             | 10  | 8  | 0 | 2 | 24  | 37 | 8  | +29 | Play-offs    |       | 1 – 3           |                    | 2 – 0          | 7 – 0                          | 2 – 0                  | 9 – 0            |
| 3   | Polen                 | 10  | 5  | 1 | 4 | 16  | 20 | 14 | +6  |              |       | 0 – 4           | 0 – 4              |                | 3 – 1                          | 4 – 0                  | 6 – 0            |
| 4   | Bosnië en Herzegovina | 10  | 2  | 3 | 5 | 9   | 7  | 19 | −12 |              | 0 – 1 | 1 – 3           | 1 – 1              |                | 1 – 0                          | 2 – 0                  |                  |
| 5   | Noord-Ierland         | 10  | 1  | 2 | 7 | 5   | 3  | 19 | −16 |              | 0 – 4 | 0 – 2           | 0 – 3              | 0 – 0          |                                | 3 – 0                  |                  |
| 6   | Faeröer               | 10  | 0  | 2 | 8 | 2   | 3  | 41 | −38 |              | 0 – 5 | 2 – 7           | 0 – 3              | 1 – 1          | 0 – 0                          |                        |                  |

|                                 |                       |         |       |                                                                              |
| 21 september 2013 17.30 (UTC+2) | Zweden                | 2 – 0   | Polen | Swedbank Stadion, Malmö Toeschouwers: 6.112 Scheidsrechter: Kateryna Monzoel |
| 21 september 2013 17.30 (UTC+2) | Seger 52' Schelin 66' | Verslag |       | Swedbank Stadion, Malmö Toeschouwers: 6.112 Scheidsrechter: Kateryna Monzoel |

|                                 |                 |         |                                                                        |                                                                           |
| 22 september 2013 17.15 (UTC+1) | Faeröer         | 2 – 7   | Schotland                                                              | Tórsvøllur, Tórshavn Toeschouwers: 130 Scheidsrechter: Sandra Braz Bastos |
| 22 september 2013 17.15 (UTC+1) | Sevdal 82', 83' | Verslag | 7' Corsie 14' Evans 20', 29' L. Ross 21' J. Ross 62' Lappin 75' Malone | Tórsvøllur, Tórshavn Toeschouwers: 130 Scheidsrechter: Sandra Braz Bastos |

|                                 |                                                               |         |         |                                                                            |
| 26 september 2013 17.00 (UTC+2) | Polen                                                         | 6 – 0   | Faeröer | Stadion Oporowska, Wrocław Toeschouwers: 3.874 Scheidsrechter: Petra Chudá |
| 26 september 2013 17.00 (UTC+2) | Wiśniewska 2', 27' Balcerzak 11' Winczo 31', 77' Pożerska 89' | Verslag |         | Stadion Oporowska, Wrocław Toeschouwers: 3.874 Scheidsrechter: Petra Chudá |

|                                 |                                                                                 |         |                       |                                                                       |
| 26 september 2013 19.35 (UTC+1) | Schotland                                                                       | 7 – 0   | Bosnië en Herzegovina | Fir Park, Motherwell Toeschouwers: 1.061 Scheidsrechter: Dilan Gökçek |
| 26 september 2013 19.35 (UTC+1) | Evans 8' L. Ross 13' Little 36' Corsie 48' J. Ross 55' Beattie 65' Lappin 90+1' | Verslag |                       | Fir Park, Motherwell Toeschouwers: 1.061 Scheidsrechter: Dilan Gökçek |

|                               |                       |         |                    |                                                                      |
| 26 oktober 2013 14.00 (UTC+2) | Bosnië en Herzegovina | 0 – 1   | Zweden             | Bilino Polje, Zenica Toeschouwers: 200 Scheidsrechter: Olga Zadinová |
| 26 oktober 2013 14.00 (UTC+2) |                       | Verslag | 34' (pen.) Schelin | Bilino Polje, Zenica Toeschouwers: 200 Scheidsrechter: Olga Zadinová |

|                               |                        |         |               |                                                                             |
| 26 oktober 2013 17.30 (UTC+1) | Schotland              | 2 – 0   | Noord-Ierland | Fir Park, Motherwell Toeschouwers: 1.580 Scheidsrechter: Cristina Dorcioman |
| 26 oktober 2013 17.30 (UTC+1) | J. Ross 3' Beattie 78' | Verslag |               | Fir Park, Motherwell Toeschouwers: 1.580 Scheidsrechter: Cristina Dorcioman |

|                             |               |       |                       |                                                                         |
| 30 oktober 2013 19.30 (UTC) | Noord-Ierland | 0 – 0 | Bosnië en Herzegovina | Mourneview Park, Lurgan Toeschouwers: 410 Scheidsrechter: Monica Larsen |
| 30 oktober 2013 19.30 (UTC) | Verslag       |       |                       | Mourneview Park, Lurgan Toeschouwers: 410 Scheidsrechter: Monica Larsen |

|                               |                |         |                                |                                                                                               |
| 31 oktober 2013 11.00 (UTC+1) | Polen          | 0 – 4   | Schotland                      | Stadion Dyskobolii, Grodzisk Wielkopolski Toeschouwers: 3.482 Scheidsrechter: Carina Vitulano |
| 31 oktober 2013 11.00 (UTC+1) | Pajor 63', 64' | Verslag | 23', 42', 46' J. Ross 65' Love | Stadion Dyskobolii, Grodzisk Wielkopolski Toeschouwers: 3.482 Scheidsrechter: Carina Vitulano |

|                               |                                                               |         |         |                                                                                       |
| 31 oktober 2013 19.00 (UTC+1) | Zweden                                                        | 5 – 0   | Faeröer | Gamla Ullevi, Göteborg Toeschouwers: 4.411 Scheidsrechter: Mihaela Gurdon Basimamović |
| 31 oktober 2013 19.00 (UTC+1) | Schelin 12' (pen.), 30' Ilestedt 14' Asllani 18' Hjohlman 59' | Verslag |         | Gamla Ullevi, Göteborg Toeschouwers: 4.411 Scheidsrechter: Mihaela Gurdon Basimamović |

|                              |               |         |                                  |                                                                         |
| 23 november 2013 15.00 (UTC) | Noord-Ierland | 0 – 3   | Polen                            | Mourneview Park, Lurgan Toeschouwers: 345 Scheidsrechter: Jana Adámková |
| 23 november 2013 15.00 (UTC) |               | Verslag | 5', 29' (pen.) Pożerska 88' Szaj | Mourneview Park, Lurgan Toeschouwers: 345 Scheidsrechter: Jana Adámková |

|                            |                        |         |       |                                                                          |
| 5 april 2014 17.30 (UTC+1) | Schotland              | 2 – 0   | Polen | Fir Park, Motherwell Toeschouwers: 1.551 Scheidsrechter: Zuzana Kováčová |
| 5 april 2014 17.30 (UTC+1) | Evans 53' Crichton 82' | Verslag |       | Fir Park, Motherwell Toeschouwers: 1.551 Scheidsrechter: Zuzana Kováčová |

|                            |               |         |                       |                                                                         |
| 5 april 2014 19.00 (UTC+1) | Faeröer       | 1 – 1   | Bosnië en Herzegovina | Tórsvøllur, Tórshavn Toeschouwers: 200 Scheidsrechter: Simona Ghisletta |
| 5 april 2014 19.00 (UTC+1) | Klakstein 79' | Verslag | 24' Hasanbegović      | Tórsvøllur, Tórshavn Toeschouwers: 200 Scheidsrechter: Simona Ghisletta |

|                            |               |         |                                                     |                                                                         |
| 5 april 2014 19.30 (UTC+1) | Noord-Ierland | 0 – 4   | Zweden                                              | Shamrock Park, Portadown Toeschouwers: 100 Scheidsrechter: Gyöngyi Gaál |
| 5 april 2014 19.30 (UTC+1) |               | Verslag | 8' (pen.) Asllani 18' Schelin 84' Lundh 87' Nilsson | Shamrock Park, Portadown Toeschouwers: 100 Scheidsrechter: Gyöngyi Gaál |

|                             |                       |         |                       |                                                                           |
| 10 april 2014 14.00 (UTC+2) | Bosnië en Herzegovina | 1 – 3   | Schotland             | Bilino Polje, Zenica Toeschouwers: 100 Scheidsrechter: Stéphanie Frappart |
| 10 april 2014 14.00 (UTC+2) | M. Kuliš 19'          | Verslag | 62', 74', 86' J. Ross | Bilino Polje, Zenica Toeschouwers: 100 Scheidsrechter: Stéphanie Frappart |

|                             |         |       |               |                                                                           |
| 10 april 2014 19.00 (UTC+1) | Faeröer | 0 – 0 | Noord-Ierland | Tórsvøllur, Tórshavn Toeschouwers: 226 Scheidsrechter: Gordana Kuzmanović |
| 10 april 2014 19.00 (UTC+1) | Verslag |       |               | Tórsvøllur, Tórshavn Toeschouwers: 226 Scheidsrechter: Gordana Kuzmanović |

|                          |         |         |                                            |                                                                       |
| 8 mei 2014 17.00 (UTC+1) | Faeröer | 0 – 3   | Polen                                      | Svangaskarð, Toftir Toeschouwers: 182 Scheidsrechter: Floarea Ionescu |
| 8 mei 2014 17.00 (UTC+1) |         | Verslag | 13' Siwińska 35' (pen.) Pakulska 90' Pajor | Svangaskarð, Toftir Toeschouwers: 182 Scheidsrechter: Floarea Ionescu |

|                          |                                   |         |               |                                                                                     |
| 8 mei 2014 18.30 (UTC+2) | Zweden                            | 3 – 0   | Noord-Ierland | Myresjöhus Arena, Växjö Toeschouwers: 4.655 Scheidsrechter: Anastasia Poestovojtova |
| 8 mei 2014 18.30 (UTC+2) | Sjögran 12' Seger 28' Nilsson 74' | Verslag |               | Myresjöhus Arena, Växjö Toeschouwers: 4.655 Scheidsrechter: Anastasia Poestovojtova |

|                            |                       |         |               |                                                                      |
| 14 juni 2014 17.00 (UTC+2) | Bosnië en Herzegovina | 1 – 0   | Noord-Ierland | Bilino Polje, Zenica Toeschouwers: 100 Scheidsrechter: Marija Kurtes |
| 14 juni 2014 17.00 (UTC+2) | L. Kuliš 81'          | Verslag |               | Bilino Polje, Zenica Toeschouwers: 100 Scheidsrechter: Marija Kurtes |

|                            |                   |         |                            |                                                                            |
| 14 juni 2014 17.00 (UTC+1) | Schotland         | 1 – 3   | Zweden                     | Fir Park, Motherwell Toeschouwers: 2.150 Scheidsrechter: Bibiana Steinhaus |
| 14 juni 2014 17.00 (UTC+1) | Little 19' (pen.) | Verslag | 13' Seger 27', 52' Asllani | Fir Park, Motherwell Toeschouwers: 2.150 Scheidsrechter: Bibiana Steinhaus |

|                            |                       |         |           |                                                                  |
| 18 juni 2014 17.00 (UTC+2) | Bosnië en Herzegovina | 1 – 1   | Polen     | Bilino Polje, Zenica Toeschouwers: 40 Scheidsrechter: Rhona Daly |
| 18 juni 2014 17.00 (UTC+2) | Mika 45+3' (e.d.)     | Verslag | 63' Pajor | Bilino Polje, Zenica Toeschouwers: 40 Scheidsrechter: Rhona Daly |

|                            |         |         |                                                  |                                                                         |
| 19 juni 2014 18.00 (UTC+1) | Faeröer | 0 – 5   | Zweden                                           | Tórsvøllur, Tórshavn Toeschouwers: 313 Scheidsrechter: Sofia Karagiorgi |
| 19 juni 2014 18.00 (UTC+1) |         | Verslag | 11' Seger 19' Schough 35', 50' Schelin 84' Lundh | Tórsvøllur, Tórshavn Toeschouwers: 313 Scheidsrechter: Sofia Karagiorgi |

|                            |               |         |                        |                                                                   |
| 19 juni 2014 19.45 (UTC+1) | Noord-Ierland | 0 – 2   | Schotland              | Solitude, Belfast Toeschouwers: 519 Scheidsrechter: Olga Zadinová |
| 19 juni 2014 19.45 (UTC+1) |               | Verslag | 44' Little 77' J. Ross | Solitude, Belfast Toeschouwers: 519 Scheidsrechter: Olga Zadinová |

|                                |                        |         |         |                                                                               |
| 20 augustus 2014 16.30 (UTC+2) | Bosnië en Herzegovina  | 2 – 0   | Faeröer | Bilino Polje, Zenica Toeschouwers: 150 Scheidsrechter: Tania Fernandes Morais |
| 20 augustus 2014 16.30 (UTC+2) | Nikolić 46' Spahić 66' | Verslag |         | Bilino Polje, Zenica Toeschouwers: 150 Scheidsrechter: Tania Fernandes Morais |

|                                |       |         |                                          | |
| 21 augustus 2014 17.00 (UTC+2) | Polen | 0 – 4   | Zweden                                   | Stadion Kazimierza Deyny, Starogard Gdański Toeschouwers: 1.500 Scheidsrechter: Stéphanie Frappart |
| 21 augustus 2014 17.00 (UTC+2) |       | Verslag | 8', 71' Schelin 56' Asllani 89' Sembrant | Stadion Kazimierza Deyny, Starogard Gdański Toeschouwers: 1.500 Scheidsrechter: Stéphanie Frappart |

|                                 |                               |         |                       |                                                                            |
| 13 september 2014 15.30 (UTC+2) | Zweden                        | 3 – 0   | Bosnië en Herzegovina | Gamla Ullevi, Göteborg Toeschouwers: 6.664 Scheidsrechter: Zuzana Kováčová |
| 13 september 2014 15.30 (UTC+2) | Nilsson 5' Schelin 45+2', 73' | Verslag |                       | Gamla Ullevi, Göteborg Toeschouwers: 6.664 Scheidsrechter: Zuzana Kováčová |

|                                 |                                         |         |               |                                                                        |
| 13 september 2014 16.00 (UTC+2) | Polen                                   | 4 – 0   | Noord-Ierland | MotoArena Toruń, Toruń Toeschouwers: 572 Scheidsrechter: Sharon Sluyts |
| 13 september 2014 16.00 (UTC+2) | Sikora 33' Pajor 36', 68' Balcerzak 41' | Verslag |               | MotoArena Toruń, Toruń Toeschouwers: 572 Scheidsrechter: Sharon Sluyts |

|                                 |                                                                                     |         |         |                                                                         |
| 13 september 2014 17.30 (UTC+1) | Schotland                                                                           | 9 – 0   | Faeröer | Fir Park, Motherwell Toeschouwers: 1.292 Scheidsrechter: Séverine Zinck |
| 13 september 2014 17.30 (UTC+1) | Little 6' Weir 10' J. Ross 11', 46', 52' Corsie 57', 70' Crichton 59' Beattie 90+2' | Verslag |         | Fir Park, Motherwell Toeschouwers: 1.292 Scheidsrechter: Séverine Zinck |

|                                 |                        |         |           |                                                                          |
| 17 september 2014 18.00 (UTC+2) | Zweden                 | 2 – 0   | Schotland | Gamla Ullevi, Göteborg Toeschouwers: 9.104 Scheidsrechter: Teodora Albon |
| 17 september 2014 18.00 (UTC+2) | Sjögran 7' Schelin 76' | Verslag |           | Gamla Ullevi, Göteborg Toeschouwers: 9.104 Scheidsrechter: Teodora Albon |

|                                 |                                           |         |                       |                                                                        |
| 17 september 2014 18.30 (UTC+2) | Polen                                     | 3 – 1   | Bosnië en Herzegovina | Stadion OSiR, Włocławek Toeschouwers: 3.078 Scheidsrechter: Amy Rayner |
| 17 september 2014 18.30 (UTC+2) | Pakulska 19' (pen.) Pajor 29' Kamczyk 33' | Verslag | 42' Ahmić             | Stadion OSiR, Włocławek Toeschouwers: 3.078 Scheidsrechter: Amy Rayner |

|                                 |                                               |         |         |                                                                         |
| 17 september 2014 19.30 (UTC+1) | Noord-Ierland                                 | 3 – 0   | Faeröer | Mourneview Park, Lurgan Toeschouwers: 365 Scheidsrechter: Lilach Asulin |
| 17 september 2014 19.30 (UTC+1) | Furness 21' (pen.), 90+1' Jacobsen 52' (e.d.) | Verslag |         | Mourneview Park, Lurgan Toeschouwers: 365 Scheidsrechter: Lilach Asulin |

### Groep 5
| Pos | Team        | Wed | W | G | V | Ptn | DV | DT | +/− | Kwalificatie |        | Vlag van Noorwegen | Vlag van Nederland | Vlag van België | Vlag van Portugal | Vlag van Griekenland | Vlag van Albanië |
| --- | ----------- | --- | - | - | - | --- | -- | -- | --- | ------------ | ------ | ------------------ | ------------------ | --------------- | ----------------- | -------------------- | ---------------- |
| 1   | Noorwegen   | 10  | 9 | 0 | 1 | 27  | 41 | 5  | +36 | Eindtoernooi |        |                    | 0 – 2              | 4 – 1           | 2 – 0             | 6 – 0                | 7 – 0            |
| 2   | Nederland   | 10  | 8 | 1 | 1 | 25  | 43 | 6  | +37 | Play-offs    |        | 1 – 2              |                    | 1 – 1           | 3 – 2             | 7 – 0                | 10 – 1           |
| 3   | België      | 10  | 6 | 1 | 3 | 19  | 34 | 11 | +23 |              |        | 1 – 2              | 0 – 2              |                 | 4 – 1             | 11 – 0               | 2 – 0            |
| 4   | Portugal    | 10  | 4 | 0 | 6 | 12  | 19 | 21 | −2  |              | 0 – 2  | 0 – 7              | 0 – 1              |                 | 1 – 0             | 7 – 1                |                  |
| 5   | Griekenland | 10  | 1 | 0 | 9 | 3   | 6  | 49 | −43 |              | 0 – 5  | 0 – 6              | 1 – 7              | 1 – 5           |                   | 4 – 0                |                  |
| 6   | Albanië     | 10  | 1 | 0 | 9 | 3   | 3  | 54 | −51 |              | 0 – 11 | 0 – 4              | 0 – 6              | 0 – 3           | 1 – 0             |                      |                  |

1. 1 2  Griekenland scoorde meer onderlinge doelpunten dan Albanië.

|                                 |                                |         |         |                                                                                     |
| 21 september 2013 19.00 (UTC+2) | België                         | 2 – 0   | Albanië | Koning Boudewijnstadion, Brussel Toeschouwers: 1.526 Scheidsrechter: Linn Andersson |
| 21 september 2013 19.00 (UTC+2) | Philtjens 17' Zeler 53' (pen.) | Verslag |         | Koning Boudewijnstadion, Brussel Toeschouwers: 1.526 Scheidsrechter: Linn Andersson |

|                                 |                                 |         |                |                                                                           |
| 25 september 2013 18.00 (UTC+2) | Noorwegen                       | 4 – 1   | België         | Ullevaalstadion, Oslo Toeschouwers: 4.233 Scheidsrechter: Silvia Spinelli |
| 25 september 2013 18.00 (UTC+2) | Hansen 5' Hegland 35', 54', 66' | Verslag | 62' De Gernier | Ullevaalstadion, Oslo Toeschouwers: 4.233 Scheidsrechter: Silvia Spinelli |

|                                 |               |         |                                                        |                                                                      |
| 26 september 2013 17.30 (UTC+3) | Griekenland   | 1 – 5   | Portugal                                               | Fyli Stadion, Fyli Toeschouwers: 108 Scheidsrechter: Lina Lehtovaara |
| 26 september 2013 17.30 (UTC+3) | Pelekouda 74' | Verslag | 6', 42' Luís 68' (e.d.) Xera 80' Fernandes 90+2' Silva | Fyli Stadion, Fyli Toeschouwers: 108 Scheidsrechter: Lina Lehtovaara |

|                                 |         |         |                                 |                                                                           |
| 26 september 2013 17.00 (UTC+2) | Albanië | 0 – 4   | Nederland                       | Qemal Stafastadion, Tirana Toeschouwers: 1.100 Scheidsrechter: Rhona Daly |
| 26 september 2013 17.00 (UTC+2) |         | Verslag | 4', 8', 53' Melis 90+1' Slegers | Qemal Stafastadion, Tirana Toeschouwers: 1.100 Scheidsrechter: Rhona Daly |

|                               |              |         |                                                                                       |                                                                                          |
| 26 oktober 2013 16.30 (UTC+3) | Griekenland  | 1 – 7   | België                                                                                | Levadiasstadion, Livadeia Toeschouwers: 578 Scheidsrechter: Elia María Martínez Martínez |
| 26 oktober 2013 16.30 (UTC+3) | Kongouli 42' | Verslag | 15', 27', 45+1' (pen.) Zeler 58', 75' Wullaert 61' (pen.) Coutereels 74' Van De Putte | Levadiasstadion, Livadeia Toeschouwers: 578 Scheidsrechter: Elia María Martínez Martínez |

|                               |                                                                                |         |         |                                                                              |
| 26 oktober 2013 16.00 (UTC+2) | Noorwegen                                                                      | 7 – 0   | Albanië | Sarpsborgstadion, Sarpsborg Toeschouwers: 1.528 Scheidsrechter: Riem Hussein |
| 26 oktober 2013 16.00 (UTC+2) | Christensen 12' Thorsnes 29' Mjelde 45+2' Hansen 51', 70', 73' Gulbrandsen 62' | Verslag |         | Sarpsborgstadion, Sarpsborg Toeschouwers: 1.528 Scheidsrechter: Riem Hussein |

|                               |          |         |                                                                     |                                                                                   |
| 26 oktober 2013 16.00 (UTC+1) | Portugal | 0 – 7   | Nederland                                                           | Estádio José de Carvalho, Maia Toeschouwers: 1.108 Scheidsrechter: Séverine Zinck |
| 26 oktober 2013 16.00 (UTC+1) |          | Verslag | 2', 35' Slegers 55' Dekker 63' Van den Berg 78', 81', 90+4' Miedema | Estádio José de Carvalho, Maia Toeschouwers: 1.108 Scheidsrechter: Séverine Zinck |

|                               |           |         |             |                                                                                 |
| 30 oktober 2013 14.30 (UTC+1) | Albanië   | 1 – 0   | Griekenland | Qemal Stafastadion, Tirana Toeschouwers: 1.000 Scheidsrechter: Aneliya Sinabova |
| 30 oktober 2013 14.30 (UTC+1) | Velaj 52' | Verslag |             | Qemal Stafastadion, Tirana Toeschouwers: 1.000 Scheidsrechter: Aneliya Sinabova |

|                               |             |         |                          |                                                                         |
| 30 oktober 2013 19.00 (UTC+1) | Nederland   | 1 – 2   | Noorwegen                | Kras Stadion, Volendam Toeschouwers: 3.500 Scheidsrechter: Gyöngyi Gaál |
| 30 oktober 2013 19.00 (UTC+1) | Miedema 23' | Verslag | 18' Hansen 37' Stensland | Kras Stadion, Volendam Toeschouwers: 3.500 Scheidsrechter: Gyöngyi Gaál |

|                               |                                         |         |           |                                                                                  |
| 31 oktober 2013 20.30 (UTC+1) | België                                  | 4 – 1   | Portugal  | Olympisch Stadion, Antwerpen Toeschouwers: 1.141 Scheidsrechter: Floarea Ionescu |
| 31 oktober 2013 20.30 (UTC+1) | Zeler 41' (pen.), 85' Wullaert 67', 87' | Verslag | 14' Costa | Olympisch Stadion, Antwerpen Toeschouwers: 1.141 Scheidsrechter: Floarea Ionescu |

|                                |                                                                         |         |             |                                                                                    |
| 23 november 2013 19.00 (UTC+1) | Nederland                                                               | 7 – 0   | Griekenland | Stadion Woudestein, Rotterdam Toeschouwers: 3.040 Scheidsrechter: Simona Ghisletta |
| 23 november 2013 19.00 (UTC+1) | Martens 9', 60' Miedema 23', 29', 64' Melis 37' (pen.) Van den Berg 90' | Verslag |             | Stadion Woudestein, Rotterdam Toeschouwers: 3.040 Scheidsrechter: Simona Ghisletta |

|                                |                              |         |           |                                                                                 |
| 12 februari 2014 19.00 (UTC+1) | Nederland                    | 1 – 1   | België    | IJsseldeltastadion, Zwolle Toeschouwers: 7.296 Scheidsrechter: Kateryna Monzoel |
| 12 februari 2014 19.00 (UTC+1) | Miedema 48' Martens 62', 81' | Verslag | 76' Zeler | IJsseldeltastadion, Zwolle Toeschouwers: 7.296 Scheidsrechter: Kateryna Monzoel |

|                              |                                                                  |         |             |                                                                                               |
| 12 februari 2014 19.30 (UTC) | Portugal                                                         | 7 – 1   | Albanië     | Estádio Municipal de Abrantes, Abrantes Toeschouwers: 1.129 Scheidsrechter: Kristina Husballe |
| 12 februari 2014 19.30 (UTC) | Mendes 19', 45+2', 69' Rodrigues 27', 90+2' Silva 61' Garcia 88' | Verslag | 49' Serenaj | Estádio Municipal de Abrantes, Abrantes Toeschouwers: 1.129 Scheidsrechter: Kristina Husballe |

|                                |             |         |                                                            |                                                                           |
| 13 februari 2014 15.00 (UTC+2) | Griekenland | 0 – 5   | Noorwegen                                                  | Komotinistadion, Komotini Toeschouwers: 917 Scheidsrechter: Vesna Budimir |
| 13 februari 2014 15.00 (UTC+2) |             | Verslag | 45+1' Hegland 60', 75' Thorsnes 66' Hegerberg 89' Bjånesøy | Komotinistadion, Komotini Toeschouwers: 917 Scheidsrechter: Vesna Budimir |

|                            |         |         |                                                               |                                                                            |
| 5 april 2014 16.00 (UTC+2) | Albanië | 0 – 6   | België                                                        | Niko Dovanastadion, Durrës Toeschouwers: 300 Scheidsrechter: Lilach Asulin |
| 5 april 2014 16.00 (UTC+2) |         | Verslag | 11' Van De Putte 54' Wullaert 65' Mermans 74', 84', 87' Zeler | Niko Dovanastadion, Durrës Toeschouwers: 300 Scheidsrechter: Lilach Asulin |

|                            |             |         |                                                                        |                                                                           |
| 5 april 2014 17.30 (UTC+3) | Griekenland | 0 – 6   | Nederland                                                              | Pankritio Stadion, Iraklion Toeschouwers: 792 Scheidsrechter: Petra Chudá |
| 5 april 2014 17.30 (UTC+3) | Sidira 71'  | Verslag | 7' Melis 32' Middag 40' Miedema 47' Van den Berg 65' Spitse 90' Bakker | Pankritio Stadion, Iraklion Toeschouwers: 792 Scheidsrechter: Petra Chudá |

|                            |          |         |             | |
| 9 april 2014 15.00 (UTC+1) | Portugal | 1 – 0   | Griekenland | Campos de Jogos Dr. Marques dos Santos, Sertã Toeschouwers: 1.827 Scheidsrechter: Anastasia Poestovojtova |
| 9 april 2014 15.00 (UTC+1) | Neto 78' | Verslag |             | Campos de Jogos Dr. Marques dos Santos, Sertã Toeschouwers: 1.827 Scheidsrechter: Anastasia Poestovojtova |

|                             | |         |                |                                                                                             |
| 10 april 2014 19.00 (UTC+2) | Nederland                                                                                                  | 10 – 1  | Albanië        | Stadion De Braak, Helmond Toeschouwers: 3.518 Scheidsrechter: Joelia Medvedeva-Keldjoesjeva |
| 10 april 2014 19.00 (UTC+2) | Van den Heiligenberg 4' Slegers 28', 31', 32', 79', 90+3' Gjini 45+4' (e.d.) Martens 78', 82' Bakker 90+1' | Verslag | 45+4' Rrahmani | Stadion De Braak, Helmond Toeschouwers: 3.518 Scheidsrechter: Joelia Medvedeva-Keldjoesjeva |

|                             |           |         |                             |                                                                         |
| 10 april 2014 20.00 (UTC+2) | België    | 1 – 2   | Noorwegen                   | Den Dreef, Leuven Toeschouwers: 1.722 Scheidsrechter: Bibiana Steinhaus |
| 10 april 2014 20.00 (UTC+2) | Zeler 86' | Verslag | 45' Stensland 51' Hegerberg | Den Dreef, Leuven Toeschouwers: 1.722 Scheidsrechter: Bibiana Steinhaus |

|                          |                            |         |          |                                                                                   |
| 7 mei 2014 18.45 (UTC+2) | Noorwegen                  | 2 – 0   | Portugal | Tønsberg Gressbane, Tønsberg Toeschouwers: 2.117 Scheidsrechter: Monika Mularczyk |
| 7 mei 2014 18.45 (UTC+2) | Thorsnes 47' Herlovsen 89' | Verslag |          | Tønsberg Gressbane, Tønsberg Toeschouwers: 2.117 Scheidsrechter: Monika Mularczyk |

|                          |        |         |                        |                                                                       |
| 7 mei 2014 20.00 (UTC+2) | België | 0 – 2   | Nederland              | Den Dreef, Leuven Toeschouwers: 2.646 Scheidsrechter: Katalin Kulcsár |
| 7 mei 2014 20.00 (UTC+2) |        | Verslag | 9' Miedema 19' Slegers | Den Dreef, Leuven Toeschouwers: 2.646 Scheidsrechter: Katalin Kulcsár |

|                            |                                                                      |         |             |                                                                         |
| 14 juni 2014 16.00 (UTC+2) | Noorwegen                                                            | 6 – 0   | Griekenland | Brannstadion, Bergen Toeschouwers: 3.412 Scheidsrechter: Esther Staubli |
| 14 juni 2014 16.00 (UTC+2) | Hegerberg 3' Hansen 25' Mjelde 27' Berge 32' Herlovsen 43' Haavi 58' | Verslag |             | Brannstadion, Bergen Toeschouwers: 3.412 Scheidsrechter: Esther Staubli |

|                            |         |         |                                  |                                                                                |
| 14 juni 2014 18.00 (UTC+2) | Albanië | 0 – 3   | Portugal                         | Loni Papuçiustadion, Fier Toeschouwers: 100 Scheidsrechter: Florence Guillemin |
| 14 juni 2014 18.00 (UTC+2) |         | Verslag | 54' Mendes 63' Malho 66' Pereira | Loni Papuçiustadion, Fier Toeschouwers: 100 Scheidsrechter: Florence Guillemin |

|                            |          |         |                          |                                                                                                  |
| 18 juni 2014 18.30 (UTC+1) | Portugal | 0 – 2   | Noorwegen                | Estádio Marcolino de Castro, Santa Maria da Feira Toeschouwers: 2.133 Scheidsrechter: Amy Rayner |
| 18 juni 2014 18.30 (UTC+1) |          | Verslag | 25' Herlovsen 34' Mjelde | Estádio Marcolino de Castro, Santa Maria da Feira Toeschouwers: 2.133 Scheidsrechter: Amy Rayner |

|                                 |         |         | |                                                                           |
| 13 september 2014 13.00 (UTC+2) | Albanië | 0 – 11  | Noorwegen                                                                                          | Niko Dovana Stadium, Durres Toeschouwers: 200 Scheidsrechter: Morag Pirie |
| 13 september 2014 13.00 (UTC+2) |         | Verslag | 18', 45+2', 82' Herlovsen 34', 66' Mjelde 40', 89' Hansen 60', 63' Hegerberg 85' Haavi 90+1' Enget | Niko Dovana Stadium, Durres Toeschouwers: 200 Scheidsrechter: Morag Pirie |

|                                 |                                                                                                   |         |             |                                                                                     |
| 13 september 2014 16.00 (UTC+2) | België                                                                                            | 11 – 0  | Griekenland | Den Dreef, Leuven Toeschouwers: 1.527 Scheidsrechter: Joelia Medvedeva-Keldjoesjeva |
| 13 september 2014 16.00 (UTC+2) | De Caigny 16', 71' Zeler 34' Mermans 40', 50' Wullaert 46', 54', 69', 82' Cayman 68' Van Gorp 73' | Verslag |             | Den Dreef, Leuven Toeschouwers: 1.527 Scheidsrechter: Joelia Medvedeva-Keldjoesjeva |

|                                 |                       |         |                    |                                                                  |
| 13 september 2014 19.00 (UTC+2) | Nederland             | 3 – 2   | Portugal           | De Koel, Venlo Toeschouwers: 1.910 Scheidsrechter: Jana Adámková |
| 13 september 2014 19.00 (UTC+2) | Miedema 28', 54', 68' | Verslag | 52' Silva 61' Luís | De Koel, Venlo Toeschouwers: 1.910 Scheidsrechter: Jana Adámková |

|                                 |                                                                |         |         |                                                                     |
| 17 september 2014 17.30 (UTC+3) | Griekenland                                                    | 4 – 0   | Albanië | Veriastadion, Veria Toeschouwers: 312 Scheidsrechter: Sabine Bonnin |
| 17 september 2014 17.30 (UTC+3) | Franja 2' (e.d.) Kokoviadou 31' Kongouli 74' Panteliadou 90+2' | Verslag |         | Veriastadion, Veria Toeschouwers: 312 Scheidsrechter: Sabine Bonnin |

|                                 |           |         |                            |                                                                                   |
| 17 september 2014 18.00 (UTC+2) | Noorwegen | 0 – 2   | Nederland                  | Nadderudstadion, Bekkestua Toeschouwers: 1.512 Scheidsrechter: Cristina Dorcioman |
| 17 september 2014 18.00 (UTC+2) |           | Verslag | 68' Dekker 76' Van de Donk | Nadderudstadion, Bekkestua Toeschouwers: 1.512 Scheidsrechter: Cristina Dorcioman |

|                                 |          |         |              |                                                                                        |
| 17 september 2014 18.30 (UTC+1) | Portugal | 0 – 1   | België       | Estádio Municipal de Abrantes, Abrantes Toeschouwers: 630 Scheidsrechter: Sara Persson |
| 17 september 2014 18.30 (UTC+1) |          | Verslag | 18' Wullaert | Estádio Municipal de Abrantes, Abrantes Toeschouwers: 630 Scheidsrechter: Sara Persson |

### Groep 6
| Pos | Team        | Wed | W  | G | V  | Ptn | DV | DT | +/− | Kwalificatie |        | Vlag van Engeland | Vlag van Oekraïne | Vlag van Wales | Vlag van Turkije | Vlag van Wit-Rusland | Vlag van Montenegro |
| --- | ----------- | --- | -- | - | -- | --- | -- | -- | --- | ------------ | ------ | ----------------- | ----------------- | -------------- | ---------------- | -------------------- | ------------------- |
| 1   | Engeland    | 10  | 10 | 0 | 0  | 30  | 52 | 1  | +51 | Eindtoernooi |        |                   | 4 – 0             | 2 – 0          | 8 – 0            | 6 – 0                | 9 – 0               |
| 2   | Oekraïne    | 10  | 7  | 1 | 2  | 22  | 34 | 9  | +25 | Play-offs    |        | 1 – 2             |                   | 1 – 0          | 8 – 0            | 8 – 0                | 7 – 0               |
| 3   | Wales       | 10  | 6  | 1 | 3  | 19  | 18 | 9  | +9  |              |        | 0 – 4             | 1 – 1             |                | 1 – 0            | 1 – 0                | 4 – 0               |
| 4   | Turkije     | 10  | 4  | 0 | 6  | 12  | 12 | 31 | −19 |              | 0 – 4  | 0 – 1             | 1 – 5             |                | 3 – 0            | 3 – 1                |                     |
| 5   | Wit-Rusland | 10  | 2  | 0 | 8  | 6   | 12 | 31 | −19 |              | 0 – 3  | 1 – 3             | 0 – 3             | 1 – 2          |                  | 3 – 1                |                     |
| 6   | Montenegro  | 10  | 0  | 0 | 10 | 0   | 6  | 53 | −47 |              | 0 – 10 | 1 – 4             | 0 – 3             | 2 – 3          | 1 – 7            |                      |                     |

|                                 |                                                   |         |             |                                                                          |
| 21 september 2013 13.00 (UTC+1) | Engeland                                          | 6 – 0   | Wit-Rusland | Dean Court, Bournemouth Toeschouwers: 6.818 Scheidsrechter: Riem Hussein |
| 21 september 2013 13.00 (UTC+1) | Carney 3', 26', 40' White 13' Dowie 60' Aluko 62' | Verslag |             | Dean Court, Bournemouth Toeschouwers: 6.818 Scheidsrechter: Riem Hussein |

|                                 |          |         |             |                                                                              |
| 26 september 2013 19.00 (UTC+1) | Wales    | 1 – 0   | Wit-Rusland | Cardiff City Stadium, Cardiff Toeschouwers: 820 Scheidsrechter: Eszter Urbán |
| 26 september 2013 19.00 (UTC+1) | Ward 81' | Verslag |             | Cardiff City Stadium, Cardiff Toeschouwers: 820 Scheidsrechter: Eszter Urbán |

|                                 |                                                            |         |         |                                                                            |
| 26 september 2013 19.05 (UTC+1) | Engeland                                                   | 8 – 0   | Turkije | Fratton Park, Portsmouth Toeschouwers: 6.293 Scheidsrechter: Olga Zadinová |
| 26 september 2013 19.05 (UTC+1) | Duggan 1', 2', 37' White 30', 39' Aluko 33', 49' Dowie 75' | Verslag |         | Fratton Park, Portsmouth Toeschouwers: 6.293 Scheidsrechter: Olga Zadinová |

|                               |                                                |         |              |                                                                                |
| 26 oktober 2013 14.00 (UTC+3) | Wit-Rusland                                    | 3 – 1   | Montenegro   | City Stadium, Maladzetsjna Toeschouwers: 250 Scheidsrechter: Eleni Lampadariou |
| 26 oktober 2013 14.00 (UTC+3) | Pilipenko 2' Charlanova 45+1' Avchimovitsj 84' | Verslag | 69' Vukčević | City Stadium, Maladzetsjna Toeschouwers: 250 Scheidsrechter: Eleni Lampadariou |

|                               |                      |         |       |                                                                        |
| 26 oktober 2013 19.05 (UTC+1) | Engeland             | 2 – 0   | Wales | The Den, Londen Toeschouwers: 5.764 Scheidsrechter: Stéphanie Frappart |
| 26 oktober 2013 19.05 (UTC+1) | Nobbs 48' Duggan 57' | Verslag |       | The Den, Londen Toeschouwers: 5.764 Scheidsrechter: Stéphanie Frappart |

|                               |                |         |                                                       |                                                                           |
| 31 oktober 2013 13.30 (UTC+1) | Montenegro     | 1 – 4   | Oekraïne                                              | Gradski stadion, Nikšić Toeschouwers: 290 Scheidsrechter: Zuzana Kováčová |
| 31 oktober 2013 13.30 (UTC+1) | Krivokapić 89' | Verslag | 31' Djatel 43' Aljosjytsjeva 68' Romanenko 82' Pekoer | Gradski stadion, Nikšić Toeschouwers: 290 Scheidsrechter: Zuzana Kováčová |

|                               |         |         |                                                    | |
| 31 oktober 2013 18.00 (UTC+3) | Turkije | 0 – 4   | Engeland                                           | 5 januari-Fatih Terimstadion, Adana Toeschouwers: 784 Scheidsrechter: Joelia Medvedeva-Keldjoesjeva |
| 31 oktober 2013 18.00 (UTC+3) |         | Verslag | 10' Aluko 17' (pen.) Williams 48' Duggan 60' Nobbs | 5 januari-Fatih Terimstadion, Adana Toeschouwers: 784 Scheidsrechter: Joelia Medvedeva-Keldjoesjeva |

|                                |            |         |                                      |                                                                             |
| 23 november 2013 13.00 (UTC+1) | Montenegro | 0 – 3   | Wales                                | Gradski stadion, Nikšić Toeschouwers: 50 Scheidsrechter: Florence Guillemin |
| 23 november 2013 13.00 (UTC+1) |            | Verslag | 31' Keryakoplis 70' (pen.), 79' Ward | Gradski stadion, Nikšić Toeschouwers: 50 Scheidsrechter: Florence Guillemin |

|                                |                              |         |                |                                                                  |
| 28 november 2013 17.00 (UTC+3) | Turkije                      | 3 – 1   | Montenegro     | Buca Arena, İzmir Toeschouwers: 119 Scheidsrechter: Leen Martens |
| 28 november 2013 17.00 (UTC+3) | Çınar 11' Uraz 68' Topçu 75' | Verslag | 90+3' Vukčević | Buca Arena, İzmir Toeschouwers: 119 Scheidsrechter: Leen Martens |

|                                |         |         |               |                                                                                   |
| 13 februari 2014 12.30 (UTC+2) | Turkije | 0 – 1   | Oekraïne      | 5 januari-Fatih Terimstadion, Adana Toeschouwers: 1.131 Scheidsrechter: Ana Minić |
| 13 februari 2014 12.30 (UTC+2) |         | Verslag | 39' Romanenko | 5 januari-Fatih Terimstadion, Adana Toeschouwers: 1.131 Scheidsrechter: Ana Minić |

|                            |               |         |                                                        |                                                                                        |
| 4 april 2014 15.00 (UTC+3) | Turkije       | 1 – 5   | Wales                                                  | Eskişehir Atatürkstadion, Eskişehir Toeschouwers: 516 Scheidsrechter: Aneliya Sinabova |
| 4 april 2014 15.00 (UTC+3) | Karabulut 90' | Verslag | 3', 25', 37' Fishlock 32' (pen.) Wiltshire 67' Harding | Eskişehir Atatürkstadion, Eskişehir Toeschouwers: 516 Scheidsrechter: Aneliya Sinabova |

|                            |                                                                                          |         |            | |
| 5 april 2014 12.55 (UTC+1) | Engeland                                                                                 | 9 – 0   | Montenegro | Falmer Stadium, Brighton and Hove Toeschouwers: 8.908 Scheidsrechter: Elia María Martínez Martínez |
| 5 april 2014 12.55 (UTC+1) | Duggan 2', 13', 71' Aluko 37' J. Scott 40' Carney 49' Sanderson 55' Stokes 69' Dowie 84' | Verslag |            | Falmer Stadium, Brighton and Hove Toeschouwers: 8.908 Scheidsrechter: Elia María Martínez Martínez |

|                            |             |         |               |                                                                            |
| 9 april 2014 19.05 (UTC+1) | Wales       | 1 – 1   | Oekraïne      | Parc y Scarlets, Llanelli Toeschouwers: 807 Scheidsrechter: Séverine Zinck |
| 9 april 2014 19.05 (UTC+1) | Harding 78' | Verslag | 7' Bojtsjenko | Parc y Scarlets, Llanelli Toeschouwers: 807 Scheidsrechter: Séverine Zinck |

|                             |                |         |                                                                     |                                                                      |
| 10 april 2014 15.00 (UTC+2) | Montenegro     | 1 – 7   | Wit-Rusland                                                         | Gradski stadion, Nikšić Toeschouwers: 150 Scheidsrechter: Marte Sørø |
| 10 april 2014 15.00 (UTC+2) | Krivokapić 24' | Verslag | 37', 64' Pilipenko 52' Borisenko 71', 82', 87', 89' Mirosjnitsjenko | Gradski stadion, Nikšić Toeschouwers: 150 Scheidsrechter: Marte Sørø |

|                          |                |         |                     |                                                                              |
| 7 mei 2014 17.00 (UTC+3) | Wit-Rusland    | 1 – 2   | Turkije             | Spartakstadion, Mahiljow Toeschouwers: 2.100 Scheidsrechter: Zuzana Kováčová |
| 7 mei 2014 17.00 (UTC+3) | Kozjoepa 90+4' | Verslag | 73' Uraz 90+5' Kara | Spartakstadion, Mahiljow Toeschouwers: 2.100 Scheidsrechter: Zuzana Kováčová |

|                          |                                      |         |            |                                                                     |
| 8 mei 2014 19.00 (UTC+1) | Wales                                | 4 – 0   | Montenegro | Nantporth, Bangor Toeschouwers: 573 Scheidsrechter: Lina Lehtovaara |
| 8 mei 2014 19.00 (UTC+1) | Wiltshire 12' Fishlock 14', 23', 50' | Verslag |            | Nantporth, Bangor Toeschouwers: 573 Scheidsrechter: Lina Lehtovaara |

|                          |                               |         |          |                                                                         |
| 8 mei 2014 19.30 (UTC+1) | Engeland                      | 4 – 0   | Oekraïne | New Meadow, Shrewsbury Toeschouwers: 5.880 Scheidsrechter: Sara Persson |
| 8 mei 2014 19.30 (UTC+1) | Dowie 41', 53' Aluko 49', 63' | Verslag |          | New Meadow, Shrewsbury Toeschouwers: 5.880 Scheidsrechter: Sara Persson |

|                            |               |         |                   |                                                                                         |
| 14 juni 2014 15.00 (UTC+1) | Wales         | 1 – 0   | Turkije           | Bridge Meadow Stadium, Haverfordwest Toeschouwers: 890 Scheidsrechter: Monika Mularczyk |
| 14 juni 2014 15.00 (UTC+1) | Wiltshire 33' | Verslag | 40', 79' Karagenç | Bridge Meadow Stadium, Haverfordwest Toeschouwers: 890 Scheidsrechter: Monika Mularczyk |

|                            |             |         |                                     |                                                                       |
| 14 juni 2014 17.00 (UTC+3) | Wit-Rusland | 0 – 3   | Engeland                            | Traktorstadion, Minsk Toeschouwers: 350 Scheidsrechter: Jana Adámková |
| 14 juni 2014 17.00 (UTC+3) |             | Verslag | 31' Aluko 36' Houghton 90+5' Bronze | Traktorstadion, Minsk Toeschouwers: 350 Scheidsrechter: Jana Adámková |

|                            |                                                                                                 |         |            |                                                                         |
| 14 juni 2014 18.00 (UTC+3) | Oekraïne                                                                                        | 7 – 0   | Montenegro | Arena Lviv, Lviv Toeschouwers: 1.822 Scheidsrechter: Sandra Braz Bastos |
| 14 juni 2014 18.00 (UTC+3) | Djatel 31', 50' Jakovysjyn 33' Apanasjtsjenko 58' Bojtsjenko 61' Mrkić 76' (e.d.) Romanenko 79' | Verslag |            | Arena Lviv, Lviv Toeschouwers: 1.822 Scheidsrechter: Sandra Braz Bastos |

|                            |                    |         |                               |                                                                                   |
| 19 juni 2014 17.00 (UTC+2) | Montenegro         | 2 – 3   | Turkije                       | Stadion pod Malim brdom, Petrovac Toeschouwers: 350 Scheidsrechter: Sabine Bonnin |
| 19 juni 2014 17.00 (UTC+2) | Bulatović 23', 49' | Verslag | 45+2' Duman 58' Uraz 80' Kara | Stadion pod Malim brdom, Petrovac Toeschouwers: 350 Scheidsrechter: Sabine Bonnin |

|                            |                |         |                      |                                                                         |
| 19 juni 2014 18.00 (UTC+3) | Oekraïne       | 1 – 2   | Engeland             | Arena Lviv, Lviv Toeschouwers: 3.757 Scheidsrechter: Cristina Dorcioman |
| 19 juni 2014 18.00 (UTC+3) | Ovditsjoek 63' | Verslag | 11' Stoney 14' Aluko | Arena Lviv, Lviv Toeschouwers: 3.757 Scheidsrechter: Cristina Dorcioman |

|                            |             |         |                         |                                                                        |
| 19 juni 2014 18.00 (UTC+3) | Wit-Rusland | 0 – 3   | Wales                   | Traktorstadion, Minsk Toeschouwers: 350 Scheidsrechter: Linn Andersson |
| 19 juni 2014 18.00 (UTC+3) |             | Verslag | 79', 85', 90+4' Harding | Traktorstadion, Minsk Toeschouwers: 350 Scheidsrechter: Linn Andersson |

|                               | |         |             |                                                                       |
| 2 augustus 2014 18.00 (UTC+3) | Oekraïne                                                                                              | 8 – 0   | Wit-Rusland | Bannikovstadion, Kiev Toeschouwers: 860 Scheidsrechter: Sharon Sluyts |
| 2 augustus 2014 18.00 (UTC+3) | Pekoer 27', 82' Apanasjtsjenko 34' (pen.) Ovditsjoek 38' Jakovysjyn 58', 67' Romanenko 61' Djatel 64' | Verslag |             | Bannikovstadion, Kiev Toeschouwers: 860 Scheidsrechter: Sharon Sluyts |

|                                |               |         |                                                |                                                                          |
| 20 augustus 2014 18.00 (UTC+3) | Wit-Rusland   | 1 – 3   | Oekraïne                                       | Traktorstadion, Minsk Toeschouwers: 210 Scheidsrechter: Monika Mularczyk |
| 20 augustus 2014 18.00 (UTC+3) | Pilipenko 61' | Verslag | 10' Jakovysjyn 87' Apanasjtsjenko 90+3' Djatel | Traktorstadion, Minsk Toeschouwers: 210 Scheidsrechter: Monika Mularczyk |

|                                |       |         |                                                |                                                                                  |
| 21 augustus 2014 19.05 (UTC+1) | Wales | 0 – 4   | Engeland                                       | Cardiff City Stadium, Cardiff Toeschouwers: 3.581 Scheidsrechter: Efthalia Mitsi |
| 21 augustus 2014 19.05 (UTC+1) |       | Verslag | 16' Carney 39' Aluko 44' Bassett 45' Sanderson | Cardiff City Stadium, Cardiff Toeschouwers: 3.581 Scheidsrechter: Efthalia Mitsi |

|                                 |                                                                            |         |         |                                                                 |
| 13 september 2014 18.00 (UTC+3) | Oekraïne                                                                   | 8 – 0   | Turkije | Arena Lviv, Lviv Toeschouwers: 892 Scheidsrechter: Riem Hussein |
| 13 september 2014 18.00 (UTC+3) | Romanenko 33' Bojtsjenko 44', 45', 53' Jakovysjyn 67', 69', 77' Djatel 80' | Verslag |         | Arena Lviv, Lviv Toeschouwers: 892 Scheidsrechter: Riem Hussein |

|                                 |                        |         |             |                                                                                         |
| 17 september 2014 15.00 (UTC+3) | Turkije                | 3 – 0   | Wit-Rusland | Minareliçavuş Spor Tesisleri, Bursa Toeschouwers: 103 Scheidsrechter: Marianne Svendsen |
| 17 september 2014 15.00 (UTC+3) | Kara 40' Uraz 60', 69' | Verslag |             | Minareliçavuş Spor Tesisleri, Bursa Toeschouwers: 103 Scheidsrechter: Marianne Svendsen |

|                                 |               |         |       |                                                                   |
| 17 september 2014 16.00 (UTC+3) | Oekraïne      | 1 – 0   | Wales | Arena Lviv, Lviv Toeschouwers: 673 Scheidsrechter: Esther Staubli |
| 17 september 2014 16.00 (UTC+3) | Romanenko 61' | Verslag |       | Arena Lviv, Lviv Toeschouwers: 673 Scheidsrechter: Esther Staubli |

|                                 |                  |         |                                                                                            |                                                                                 |
| 17 september 2014 16.00 (UTC+2) | Montenegro       | 0 – 10  | Engeland                                                                                   | Stadion pod Malim brdom, Petrovac Toeschouwers: 300 Scheidsrechter: Petra Chudá |
| 17 september 2014 16.00 (UTC+2) | Bjelica 84', 85' | Verslag | 8', 31', 64' Aluko 22', 51' Carney 27' Bronze 56', 90+4' Duggan 90' Greenwood 90+3' Potter | Stadion pod Malim brdom, Petrovac Toeschouwers: 300 Scheidsrechter: Petra Chudá |

### Groep 7
| Pos | Team       | Wed | W  | G | V | Ptn | DV | DT | +/− | Kwalificatie |        | Vlag van Frankrijk | Vlag van Oostenrijk | Vlag van Finland | Vlag van Hongarije | Vlag van Kazachstan | Vlag van Bulgarije |
| --- | ---------- | --- | -- | - | - | --- | -- | -- | --- | ------------ | ------ | ------------------ | ------------------- | ---------------- | ------------------ | ------------------- | ------------------ |
| 1   | Frankrijk  | 10  | 10 | 0 | 0 | 30  | 54 | 3  | +51 | Eindtoernooi |        |                    | 3 – 1               | 3 – 1            | 4 – 0              | 7 – 0               | 14 – 0             |
| 2   | Oostenrijk | 10  | 7  | 0 | 3 | 21  | 31 | 14 | +17 |              |        | 1 – 3              |                     | 3 – 1            | 4 – 3              | 5 – 1               | 4 – 0              |
| 3   | Finland    | 10  | 7  | 0 | 3 | 21  | 27 | 9  | +18 |              | 0 – 2  | 2 – 1              |                     | 4 – 0            | 1 – 0              | 4 – 0               |                    |
| 4   | Hongarije  | 10  | 4  | 0 | 6 | 12  | 20 | 25 | −5  |              | 0 – 4  | 0 – 3              | 0 – 4               |                  | 4 – 1              | 4 – 0               |                    |
| 5   | Kazachstan | 10  | 1  | 1 | 8 | 4   | 8  | 30 | −22 |              | 0 – 4  | 0 – 3              | 0 – 2               | 1 – 2            |                    | 4 – 1               |                    |
| 6   | Bulgarije  | 10  | 0  | 1 | 9 | 1   | 3  | 62 | −59 |              | 0 – 10 | 1 – 6              | 0 – 8               | 0 – 7            | 1 – 1              |                     |                    |

1. 1 2  Oostenrijk scoorde meer onderlinge doelpunten dan Finland.

|                                 |            |         |                          |                                                                                           |
| 21 september 2013 16.00 (UTC+6) | Kazachstan | 0 – 2   | Finland                  | Kazhymukan Munaitpasovstadion, Astana Toeschouwers: 350 Scheidsrechter: Eleni Lampadariou |
| 21 september 2013 16.00 (UTC+6) |            | Verslag | 69' Kukkonen 85' Talonen | Kazhymukan Munaitpasovstadion, Astana Toeschouwers: 350 Scheidsrechter: Eleni Lampadariou |

|                                 |                                                            |         |           |                                                                                   |
| 21 september 2013 18.30 (UTC+2) | Oostenrijk                                                 | 4 – 0   | Bulgarije | Voralpenstadion, Vöcklabruck Toeschouwers: 1.000 Scheidsrechter: Simona Ghisletta |
| 21 september 2013 18.30 (UTC+2) | Burger 33' Feiersinger 81' Boycheva 90' (e.d.) Pöltl 90+1' | Verslag |           | Voralpenstadion, Vöcklabruck Toeschouwers: 1.000 Scheidsrechter: Simona Ghisletta |

|                                 |            |         |                                        |                                                                                         |
| 25 september 2013 16.00 (UTC+6) | Kazachstan | 0 – 4   | Frankrijk                              | Kazhymukan Munaitpasovstadion, Astana Toeschouwers: 100 Scheidsrechter: Zuzana Kováčová |
| 25 september 2013 16.00 (UTC+6) |            | Verslag | 15' Delie 17', 37' Thiney 21' Delannoy | Kazhymukan Munaitpasovstadion, Astana Toeschouwers: 100 Scheidsrechter: Zuzana Kováčová |

|                                 |                       |         |            |                                                                                   |
| 25 september 2013 18.00 (UTC+3) | Finland               | 2 – 1   | Oostenrijk | Veritasstadion, Turku Toeschouwers: 1.415 Scheidsrechter: Anastasia Poestovojtova |
| 25 september 2013 18.00 (UTC+3) | Engman 42' Alanen 86' | Verslag | 79' Burger | Veritasstadion, Turku Toeschouwers: 1.415 Scheidsrechter: Anastasia Poestovojtova |

|                               |            |         |                     |                                                                               |
| 26 oktober 2013 15.30 (UTC+3) | Bulgarije  | 1 – 1   | Kazachstan          | Gradski stadion, Lovetsj Toeschouwers: 100 Scheidsrechter: Gordana Kuzmanović |
| 26 oktober 2013 15.30 (UTC+3) | Kireva 43' | Verslag | 26' (e.d.) Radoyska | Gradski stadion, Lovetsj Toeschouwers: 100 Scheidsrechter: Gordana Kuzmanović |

|                               |           |         |                                           |                                                                               |
| 26 oktober 2013 17.00 (UTC+2) | Hongarije | 0 – 3   | Oostenrijk                                | Bozsik Józsefstadion, Boedapest Toeschouwers: 443 Scheidsrechter: Morag Pirie |
| 26 oktober 2013 17.00 (UTC+2) |           | Verslag | 7' Wenninger 35' (e.d.) Demeter 55' Makas | Bozsik Józsefstadion, Boedapest Toeschouwers: 443 Scheidsrechter: Morag Pirie |

|                               |             |         |            |                                                                             |
| 31 oktober 2013 18.00 (UTC+2) | Finland     | 1 – 0   | Kazachstan | Sonerastadion, Helsinki Toeschouwers: 1.557 Scheidsrechter: Sjoukje de Jong |
| 31 oktober 2013 18.00 (UTC+2) | Sjölund 40' | Verslag |            | Sonerastadion, Helsinki Toeschouwers: 1.557 Scheidsrechter: Sjoukje de Jong |

|                               |                                                  |         |               |                                                                                  |
| 31 oktober 2013 17.00 (UTC+1) | Hongarije                                        | 4 – 0   | Bulgarije     | Bozsik Józsefstadion, Boedapest Toeschouwers: 300 Scheidsrechter: Linn Andersson |
| 31 oktober 2013 17.00 (UTC+1) | B. Szabó 4' Vágó 40' (pen.) Sipos 70' Zeller 76' | Verslag | 37' Shahanska | Bozsik Józsefstadion, Boedapest Toeschouwers: 300 Scheidsrechter: Linn Andersson |

|                               |               |         |                                |                                                                              |
| 31 oktober 2013 18.00 (UTC+1) | Oostenrijk    | 1 – 3   | Frankrijk                      | Sonnenseestadion, Ritzing Toeschouwers: 550 Scheidsrechter: Monika Mularczyk |
| 31 oktober 2013 18.00 (UTC+1) | Wenninger 65' | Verslag | 16' Nécib 18' Henry 61' Renard | Sonnenseestadion, Ritzing Toeschouwers: 550 Scheidsrechter: Monika Mularczyk |

|                                |                                           |         |                  |                                                             |
| 23 november 2013 15.00 (UTC+1) | Hongarije                                 | 4 – 1   | Kazachstan       | ETO Park, Győr Toeschouwers: 130 Scheidsrechter: Marte Sørø |
| 23 november 2013 15.00 (UTC+1) | Jakabfi 50' Kaján 54' Zeller 56' Vágó 64' | Verslag | 36' Kirgizbajeva | ETO Park, Győr Toeschouwers: 130 Scheidsrechter: Marte Sørø |

|                                |           |         |                                                                                   |                                                                           |
| 23 november 2013 18.00 (UTC+2) | Bulgarije | 0 – 10  | Frankrijk                                                                         | Gradski stadion, Lovetsj Toeschouwers: 200 Scheidsrechter: Esther Staubli |
| 23 november 2013 18.00 (UTC+2) |           | Verslag | 2', 6', 10' Delie 9', 75', 80' Thiney 19', 34' Renard 73' Bussaglia 81' Le Sommer | Gradski stadion, Lovetsj Toeschouwers: 200 Scheidsrechter: Esther Staubli |

|                                | |         |           |                                                                       |
| 27 november 2013 20.50 (UTC+1) | Frankrijk                                                                                                 | 14 – 0  | Bulgarije | MMArena, Le Mans Toeschouwers: 13.355 Scheidsrechter: Floarea Ionescu |
| 27 november 2013 20.50 (UTC+1) | Thiney 1', 4', 11', 41', 83' Le Sommer 3', 24', 45+1', 90' Nécib 6' Renard 21', 37' Abily 48' Georges 57' | Verslag |           | MMArena, Le Mans Toeschouwers: 13.355 Scheidsrechter: Floarea Ionescu |

|                            |              |         |                                                             |                                                                             |
| 5 april 2014 15.30 (UTC+3) | Bulgarije    | 1 – 6   | Oostenrijk                                                  | Gradski stadion, Lovetsj Toeschouwers: 300 Scheidsrechter: Knarik Grigoryan |
| 5 april 2014 15.30 (UTC+3) | Radoyska 66' | Verslag | 4' Burger 8', 41' Pöltl 43' Puntigam 51' Aschauer 56' Makas | Gradski stadion, Lovetsj Toeschouwers: 300 Scheidsrechter: Knarik Grigoryan |

|                            |           |         |                                        |                                                               |
| 5 april 2014 15.00 (UTC+2) | Hongarije | 0 – 4   | Finland                                | ETO Park, Győr Toeschouwers: 600 Scheidsrechter: Riem Hussein |
| 5 april 2014 15.00 (UTC+2) |           | Verslag | 10', 64', 90+2' Talonen 15' Westerlund | ETO Park, Győr Toeschouwers: 600 Scheidsrechter: Riem Hussein |

|                            |                                                         |         |            |                                                                                    |
| 5 april 2014 20.50 (UTC+2) | Frankrijk                                               | 7 – 0   | Kazachstan | Stade Jean Bouin, Angers Toeschouwers: 7.231 Scheidsrechter: Hilal Tuba Tosun Ayer |
| 5 april 2014 20.50 (UTC+2) | Delie 9', 12' Thomis 14' Abily 21', 24' Thiney 54', 88' | Verslag |            | Stade Jean Bouin, Angers Toeschouwers: 7.231 Scheidsrechter: Hilal Tuba Tosun Ayer |

|                            |                                           |         |              |                                                                 |
| 9 april 2014 18.30 (UTC+2) | Frankrijk                                 | 3 – 1   | Oostenrijk   | MMArena, Le Mans Toeschouwers: 8.032 Scheidsrechter: Rhona Daly |
| 9 april 2014 18.30 (UTC+2) | Bussaglia 31' (pen.) Delie 36' Thomis 39' | Verslag | 58' Puntigam | MMArena, Le Mans Toeschouwers: 8.032 Scheidsrechter: Rhona Daly |

|                             |                                        |         |           |                                                                        |
| 10 april 2014 18.00 (UTC+3) | Finland                                | 4 – 0   | Hongarije | Sonerastadion, Helsinki Toeschouwers: 1.953 Scheidsrechter: Amy Rayner |
| 10 april 2014 18.00 (UTC+3) | Talonen 20', 84' Kemppi 40' Engman 57' | Verslag |           | Sonerastadion, Helsinki Toeschouwers: 1.953 Scheidsrechter: Amy Rayner |

|                          |                                               |         |            |                                                                                       |
| 7 mei 2014 14.00 (UTC+6) | Kazachstan                                    | 4 – 1   | Bulgarije  | Astana Arena, Astana Toeschouwers: 500 Scheidsrechter: Karolina Radzik-Johan (Poland) |
| 7 mei 2014 14.00 (UTC+6) | Janataeva 9' Kirgizbajeva 21', 34' Yalova 70' | Verslag | 43' Kireva | Astana Arena, Astana Toeschouwers: 500 Scheidsrechter: Karolina Radzik-Johan (Poland) |

|                          |                                           |         |           |                                                                                |
| 7 mei 2014 20.50 (UTC+2) | Frankrijk                                 | 4 – 0   | Hongarije | Stade Léo Lagrange, Besançon Toeschouwers: 9.236 Scheidsrechter: Jana Adámková |
| 7 mei 2014 20.50 (UTC+2) | Thomis 35' Abily 52' Thiney 61' Majri 89' | Verslag |           | Stade Léo Lagrange, Besançon Toeschouwers: 9.236 Scheidsrechter: Jana Adámková |

|                            |                  |         |                    |                                                                                |
| 14 juni 2014 19.00 (UTC+6) | Kazachstan       | 1 – 2   | Hongarije          | Almatı Ortalıq Stadionı, Almaty Toeschouwers: 500 Scheidsrechter: Dilan Gökçek |
| 14 juni 2014 19.00 (UTC+6) | Kirgizbajeva 58' | Verslag | 49' Vágó 53' Padár | Almatı Ortalıq Stadionı, Almaty Toeschouwers: 500 Scheidsrechter: Dilan Gökçek |

|                            |                                         |         |                          |                                                                                             |
| 14 juni 2014 16.30 (UTC+2) | Oostenrijk                              | 3 – 1   | Finland                  | Stadion Wiener Neustadt, Wiener Neustadt Toeschouwers: 850 Scheidsrechter: Kateryna Monzoel |
| 14 juni 2014 16.30 (UTC+2) | Makas 31' Saari 41' (e.d.) Prohaska 80' | Verslag | 79' Alanen 90+4' Korpela | Stadion Wiener Neustadt, Wiener Neustadt Toeschouwers: 850 Scheidsrechter: Kateryna Monzoel |

|                            |                                                  |         |           |                                                                       |
| 18 juni 2014 18.00 (UTC+3) | Finland                                          | 4 – 0   | Bulgarije | Sonerastadion, Helsinki Toeschouwers: 911 Scheidsrechter: Petra Chudá |
| 18 juni 2014 18.00 (UTC+3) | Alanen 20' Talonen 78' Hyyrynen 85' Saarinen 88' | Verslag |           | Sonerastadion, Helsinki Toeschouwers: 911 Scheidsrechter: Petra Chudá |

|                            |            |         |                          |                                                                                 |
| 19 juni 2014 17.00 (UTC+6) | Kazachstan | 0 – 3   | Oostenrijk               | Almatı Ortalıq Stadionı, Almaty Toeschouwers: 450 Scheidsrechter: Sharon Sluyts |
| 19 juni 2014 17.00 (UTC+6) |            | Verslag | 4', 78' Billa 62' Burger | Almatı Ortalıq Stadionı, Almaty Toeschouwers: 450 Scheidsrechter: Sharon Sluyts |

|                                |           |         |                                                 |                                                                                    |
| 20 augustus 2014 19.00 (UTC+2) | Hongarije | 0 – 4   | Frankrijk                                       | Bozsik Józsefstadion, Boedapest Toeschouwers: 600 Scheidsrechter: Pernilla Larsson |
| 20 augustus 2014 19.00 (UTC+2) |           | Verslag | 10', 25' Le Sommer 39' (e.d.) Smuczer 73' Delie | Bozsik Józsefstadion, Boedapest Toeschouwers: 600 Scheidsrechter: Pernilla Larsson |

|                                |           |         |                                                                             |                                                                         |
| 21 augustus 2014 18.00 (UTC+3) | Bulgarije | 0 – 8   | Finland                                                                     | Gradski stadion, Lovetsj Toeschouwers: 80 Scheidsrechter: Lilach Asulin |
| 21 augustus 2014 18.00 (UTC+3) |           | Verslag | 6' Sjölund 9' Saarinen 14' Saari 38', 49', 53' Talonen 41' Alanen 75' Ruutu | Gradski stadion, Lovetsj Toeschouwers: 80 Scheidsrechter: Lilach Asulin |

|                                 |         |         |                      |                                                                                          |
| 13 september 2014 19.30 (UTC+3) | Finland | 0 – 2   | Frankrijk            | Myyrmäen jalkapallostadion, Vantaa Toeschouwers: 1.731 Scheidsrechter: Bibiana Steinhaus |
| 13 september 2014 19.30 (UTC+3) |         | Verslag | 24' Nécib 58' Thiney | Myyrmäen jalkapallostadion, Vantaa Toeschouwers: 1.731 Scheidsrechter: Bibiana Steinhaus |

|                                 |                                           |         |                               |                                                                        |
| 13 september 2014 18.30 (UTC+2) | Oostenrijk                                | 4 – 3   | Hongarije                     | NV Arena, Sankt Pölten Toeschouwers: 900 Scheidsrechter: Olga Zadinová |
| 13 september 2014 18.30 (UTC+2) | Tóth 14' (e.d.) Makas 12', 20' Burger 67' | Verslag | 27' Zeller 42' Sipos 51' Rácz | NV Arena, Sankt Pölten Toeschouwers: 900 Scheidsrechter: Olga Zadinová |

|                                 |           |         |                                                    |                                                                            |
| 17 september 2014 17.00 (UTC+3) | Bulgarije | 0 – 7   | Hongarije                                          | Gradski stadion, Lovetsj Toeschouwers: 50 Scheidsrechter: Sofia Karagiorgi |
| 17 september 2014 17.00 (UTC+3) |           | Verslag | 30' Csiszár 39', 90' Sipos 51', 64', 67', 71' Vágó | Gradski stadion, Lovetsj Toeschouwers: 50 Scheidsrechter: Sofia Karagiorgi |

|                                 |                                   |         |            |                                                                                     |
| 17 september 2014 18.00 (UTC+2) | Frankrijk                         | 3 – 1   | Finland    | Stade de l'Épopée, Calais Toeschouwers: 8.086 Scheidsrechter: Karolina Radzik-Johan |
| 17 september 2014 18.00 (UTC+2) | Bussaglia 44' Nécib 66' Delie 71' | Verslag | 19' Kemppi | Stade de l'Épopée, Calais Toeschouwers: 8.086 Scheidsrechter: Karolina Radzik-Johan |

|                                 |                                                 |         |            |                                                                                    |
| 17 september 2014 18.00 (UTC+2) | Oostenrijk                                      | 5 – 1   | Kazachstan | Waldstadion, Pasching Toeschouwers: 500 Scheidsrechter: Mihaela Gurdon Basimamović |
| 17 september 2014 18.00 (UTC+2) | Makas 4', 81' Burger 40' Puntigam 57' Billa 76' | Verslag | 51' Yalova | Waldstadion, Pasching Toeschouwers: 500 Scheidsrechter: Mihaela Gurdon Basimamović |

### Stand nummers twee
De vier beste nummers twee uit de groepen deden mee aan de play-offs. Hierbij telden de resultaten tegen de nummer zes in de groep niet mee.
| Pos | Grp | Team       | Wed | W | G | V | Ptn | DV | DT | +/− | Kwalificatie                |
| --- | --- | ---------- | --- | - | - | - | --- | -- | -- | --- | --------------------------- |
| 1   | 5   | Nederland  | 8   | 6 | 1 | 1 | 19  | 29 | 5  | +24 | Geplaatst voor de play-offs |
| 2   | 2   | Italië     | 8   | 6 | 1 | 1 | 19  | 22 | 5  | +17 | Geplaatst voor de play-offs |
| 3   | 4   | Schotland  | 8   | 6 | 0 | 2 | 18  | 21 | 6  | +15 | Geplaatst voor de play-offs |
| 4   | 6   | Oekraïne   | 8   | 5 | 1 | 2 | 16  | 23 | 8  | +15 | Geplaatst voor de play-offs |
| 5   | 1   | Rusland    | 8   | 5 | 1 | 2 | 16  | 14 | 17 | −3  |                             |
| 6   | 7   | Oostenrijk | 8   | 5 | 0 | 3 | 15  | 21 | 13 | +8  |                             |
| 7   | 3   | IJsland    | 8   | 4 | 1 | 3 | 13  | 16 | 9  | +7  |                             |

## Play-offs
De loting voor de play-offs vond op 23 september 2014 om 14.00 (UTC+2) plaats op het UEFA-hoofdkantoor in Nyon, Zwitserland. Tijdens de loting werden de teams ingedeeld op basis van hun UEFA-coëfficiëntenranking, tussen haakjes weergeven in het schema hieronder.
| Geplaatste status        | Ongeplaatste status          |
| ------------------------ | ---------------------------- |
| Italië (6) Nederland (8) | Schotland (12) Oekraïne (15) |

|  | Halve finale | Halve finale | Halve finale | Halve finale |  |           | Finale | Finale | Finale | Finale |
|  |              |              |              |              |  |           |        |        |        |        |
|  |              |              |              |              |  |           |        |        |        |        |
|  | Schotland    | 1            | 2            | 1            |  |           |        |        |        |        |
|  | Nederland    | 2            | 2            | 4            |  |           |        |        |        |        |
|  |              |              |              |              |  | Nederland | 1      | 2      | 3      |        |
|  |              |              |              |              |  | Italië    | 1      | 1      | 2      |        |
|  | Italië       | 2            | 2            | 4            |  |           |        |        |        |        |
|  | Oekraïne     | 1            | 2            | 3            |  |           |        |        |        |        |

### Halve finales
|                               |                   |         |                              |                                                                                    |
| 25 oktober 2014 17.30 (UTC+1) | Schotland         | 1 – 2   | Nederland                    | Tynecastle Stadium, Edinburgh Toeschouwers: 2.098 Scheidsrechter: Kateryna Monzoel |
| 25 oktober 2014 17.30 (UTC+1) | Little 49' (pen.) | Verslag | 10' Martens 23' (pen.) Melis | Tynecastle Stadium, Edinburgh Toeschouwers: 2.098 Scheidsrechter: Kateryna Monzoel |

|                               |                       |         |           |                                                                           |
| 30 oktober 2014 19.00 (UTC+1) | Nederland             | 2 – 0   | Schotland | Het Kasteel, Rotterdam Toeschouwers: 7.600 Scheidsrechter: Esther Staubli |
| 30 oktober 2014 19.00 (UTC+1) | Martens 51' Melis 77' | Verslag |           | Het Kasteel, Rotterdam Toeschouwers: 7.600 Scheidsrechter: Esther Staubli |

|                               |                             |         |                    |                                                                                 |
| 25 oktober 2014 15.00 (UTC+2) | Italië                      | 2 – 1   | Oekraïne           | Stadio Centro d'Italia, Rieti Toeschouwers: 5.000 Scheidsrechter: Jana Adámková |
| 25 oktober 2014 15.00 (UTC+2) | Cernoia 1' Gabbiadini 45+1' | Verslag | 34' Apanasjtsjenko | Stadio Centro d'Italia, Rieti Toeschouwers: 5.000 Scheidsrechter: Jana Adámková |

|                               |                                 |         |                           |                                                                     |
| 29 oktober 2014 18.00 (UTC+2) | Oekraïne                        | 2 – 2   | Italië                    | Arena Lviv, Lviv Toeschouwers: 1.936 Scheidsrechter: Efthalia Mitsi |
| 29 oktober 2014 18.00 (UTC+2) | Djatel 26', 47' Pekoer 81', 89' | Verslag | 55' Gabbiadini 79' Panico | Arena Lviv, Lviv Toeschouwers: 1.936 Scheidsrechter: Efthalia Mitsi |

### Finale
|                                |             |         |                |                                                                              |
| 22 november 2014 18.30 (UTC+1) | Nederland   | 1 – 1   | Italië         | Kyocera Stadion, Den Haag Toeschouwers: 13.109 Scheidsrechter: Teodora Albon |
| 22 november 2014 18.30 (UTC+1) | Miedema 54' | Verslag | 19' Gabbiadini | Kyocera Stadion, Den Haag Toeschouwers: 13.109 Scheidsrechter: Teodora Albon |

|                                |                          |         |                 |                                                                                            |
| 27 november 2014 20.30 (UTC+1) | Italië                   | 1 – 2   | Nederland       | Stadio Marcantonio Bentegodi, Verona Toeschouwers: 6.005 Scheidsrechter: Bibiana Steinhaus |
| 27 november 2014 20.30 (UTC+1) | Van der Gragt 53' (e.d.) | Verslag | 9', 43' Miedema | Stadio Marcantonio Bentegodi, Verona Toeschouwers: 6.005 Scheidsrechter: Bibiana Steinhaus |

## Doelpuntenmakers
16 doelpunten
- Vivianne Miedema

14 doelpunten
- Gaëtane Thiney

13 doelpunten
- Eniola Aluko
- Jane Ross

12 doelpunten
- Aline Zeler
- Natalia Pablos
- Lotta Schelin

11 doelpunten
- Anja Mittag
- Melania Gabbiadini

10 doelpunten
- Tessa Wullaert
- Sanna Talonen
- Toni Duggan
- Sonia Bermúdez
- Lara Dickenmann

9 doelpunten
- Célia Šašić
- Marie-Laure Delie
- Renée Slegers
- Ana-Maria Crnogorčević

8 doelpunten
- Dzsenifer Marozsán
- Patrizia Panico
- Caroline Graham Hansen
- Vira Djatel
- Ramona Bachmann

7 doelpunten
- Karen Carney
- Eugénie Le Sommer
- Fanni Vágó
- Dagný Brynjarsdóttir
- Barbara Bonansea
- Manon Melis
- Oksana Jakovysjyn
- Lisa Makas
- Jekaterina Pantjoechina
- Jennifer Hermoso
- Vanessa Bürki
- Fabienne Humm

6 doelpunten
- Heidi Sevdal
- Daniela Sabatino
- Marija Vukčević
- Lieke Martens
- Isabell Herlovsen
- Olha Bojtsjenko
- Tetjana Romanenko
- Nina Burger
- Cosmina Dușa
- Jessica Fishlock
- Kosovare Asllani

5 doelpunten
- Fatmire Alushi
- Nadine Keßler
- Natasha Dowie
- Wendie Renard
- Harpa Þorsteinsdóttir
- Ada Hegerberg
- Maren Mjelde
- Ewa Pajor
- Kim Little
- Kateřina Svitková
- Yağmur Uraz
- Natasha Harding

4 doelpunten
- Pernille Harder
- Nadia Nadim
- Johanna Rasmussen
- Simone Laudehr
- Melanie Leupolz
- Camille Abily
- Louisa Nécib
- Emmi Alanen
- Lilla Sipos
- Cristiana Girelli
- Raffaella Manieri
- Nataša Andonova
- Dorianne Theuma
- Kristine Wigdahl Hegland
- Elise Thorsnes
- Daryna Apanasjtsjenko
- Rachel Corsie
- Liana Mirosjnitsjenko
- Anna Pilipenko
- Lina Nilsson
- Martina Moser

3 doelpunten
- Furtuna Velaj
- Lien Mermans
- Line Røddik Hansen
- Karoline Smidt Nielsen
- Lena Goeßling
- Alexandra Popp
- Ellen White
- Katrin Loo
- Élise Bussaglia
- Élodie Thomis
- Dóra Zeller
- Denise O'Sullivan
- Fiona O'Sullivan
- Dóra María Lárusdóttir
- Begaim Kirgizbajeva
- Izabela Lojna
- Mandy van den Berg
- Ljoedmyla Pekoer
- Nicole Billa
- Jennifer Pöltl
- Sarah Puntigam
- Patrycja Pożerska
- Laura Luís
- Carolina Mendes
- Jéssica Silva
- Laura Rus
- Florentina Spânu
- Ksenia Tsyboetovitsj
- Jelena Čubrilo
- Jen Beattie
- Lisa Evans
- Leanne Ross
- Verónica Boquete
- Victoria Losada
- Fatma Kara
- Helen Ward
- Sarah Wiltshire
- Emma Lundh
- Caroline Seger

2 doelpunten
- Tinne De Caigny
- Lorca Van De Putte
- Borislava Kireva
- Mariann Gajhede Knudsen
- Sanne Troelsgaard Nielsen
- Lena Lotzen
- Lucy Bronze
- Jordan Nobbs
- Lianne Sanderson
- Adelina Engman
- Sanna Saarinen
- Annica Sjölund
- Juliette Kemppi
- Sophia Koggouli
- Stephanie Roche
- Julie-Ann Russell
- Fanndís Friðriksdóttir
- Elín Metta Jensen
- Lee Falkon
- Moran Fridman
- Daniel Sofer
- Valentina Cernola
- Maria Yalova
- Sonata Vanagaitė
- Rachel Cuschieri
- Sladjana Bulatović
- Ivana Krivokapić
- Eshly Bakker
- Anouk Dekker
- Rachel Furness
- Emilie Haavi
- Ingvild Stensland
- Olha Ovditsjoek
- Carina Wenninger
- Patrycja Balcerzak
- Natalia Pakulska
- Agnieszka Winczo
- Patrycja Wiśniewska
- Vanessa Rodrigues
- Alexandra Lunca
- Ştefania Vătafu
- Jelena Morozova
- Leanne Crichton
- Suzanne Lappin
- Jelena Čanković
- Tijana Krstić
- Danka Podovac
- Kaja Jerina
- Andreja Nikl
- Mateja Zver
- Nagore Calderón
- Marta Torrejón
- Klára Cahynová
- Petra Divišová
- Tereza Krejčiříková
- Lucie Martínková
- Lucie Voňková
- Caroline Abbé
- Rahel Kiwic

1 doelpunt
- Ellvana Curo
- Suada Jashari
- Dafina Memedov
- Albina Rrahmani
- Aurora Serenaj
- Janice Cayman
- Maud Coutereels
- Cécile de Gernier
- Davina Philtjens
- Elke Van Gorp
- Eldina Ahmić
- Melisa Hasanbegović
- Lidija Kuliš
- Monika Kuliš
- Milena Nikolić
- Alisa Spahić
- Silvia Radoyska
- Nanna Christiansen
- Sofie Junge Pedersen
- Simone Boye Sørensen
- Saskia Bartusiak
- Melanie Behringer
- Annike Krahn
- Leonie Maier
- Bianca Schmidt
- Luisa Wensing
- Laura Bassett
- Alex Greenwood
- Steph Houghton
- Josanne Potter
- Jill Scott
- Casey Stoney
- Demi Stokes
- Fara Williams
- Signy Aarna
- Kaidi Jekimova
- Rannvá Andreasen
- Eyðvør Klakstein
- Íðunn Magnussen
- Tuija Hyyrynen
- Annika Kukkonen
- Maija Saari
- Linda Ruutu
- Anna Westerlund
- Sabrina Delannoy
- Laura Georges
- Amandine Henry
- Amel Majri
- Tatiana Matveeva
- Nino Pasikasjvili
- Lela Tsjitsjinadze
- Chatia Ttsjkonia
- Sofia Pelekouda
- Christina Kokoviadou
- Dimitra Panteliadou
- Henrietta Csiszár
- Zsanett Jakabfi
- Zsanett Kaján
- Anita Padár
- Zsófia Rácz
- Boglárka Szabó
- Áine O'Gorman
- Louise Quinn
- Arna Ásgrímsdóttir
- Sara Björk Gunnarsdóttir
- Þóra Björg Helgadóttir
- Rakel Hönnudóttir
- Gudmunda Brynja Óladóttir
- Katrín Ómarsdóttir
- Hólmfríður Magnúsdóttir
- Margrét Lára Viðarsdóttir
- Glódís Perla Viggósdóttir
- Rachel Shelina Israel
- Moran Lavi
- Paola Brumana
- Elisa Camporese
- Marta Carissimi
- Valentina Cernoia
- Roberta D'Adda
- Giulia Domenichetti
- Silvia Fuselli
- Ilaria Mauro
- Martina Rosucci
- Alessia Tuttino
- Madina Janataeva
- Leonarda Balog
- Helenna Hercigonja-Moulton
- Iva Landeka
- Raimonda Bložytė
- Rita Mažukelyte
- Sophie Maurer
- Gentjana Rochi
- Afrodita Salihi
- Nicole Buttigieg
- Ylenia Carabott
- Emma Xuerreb
- Armisa Kuć
- Tessel Middag
- Sherida Spitse
- Daniëlle van de Donk
- Claudia van den Heiligenberg
- Nora Holstad Berge
- Melissa Bjånesøy
- Marit Fiane Christensen
- Ida Elise Enget
- Solveig Gulbrandsen
- Valeria Aljosjytsjeva
- Verena Aschauer
- Laura Feiersinger
- Nadine Prohaska
- Natalia Pakulska
- Aleksandra Sikora
- Jolanta Siwińska
- Magdalena Szaj
- Carole Costa
- Edite Fernandes
- Cristiana Garcia
- Vanessa Malho
- Mónica Mendes
- Cláudia Neto
- Regina Pereira
- Mara Bâtea
- Andreea Corduneanu
- Raluca Sârghe
- Andreea Voicu
- Nelli Korovkina
- Valentina Orlova
- Alla Sidorovskaja
- Jekaterina Sotsjneva
- Jelena Terechova
- Joanne Love
- Suzanne Malone
- Caroline Weir
- Biljana Bradić
- Jovana Damnjanović
- Indira Ilić
- Marija Ilić
- Aleksandra Savanović
- Vesna Smiljković
- Anisa Rola
- Diana Bartovičová
- Alexandra Bíróová
- Eva Kolenová
- Lucia Ondrušová
- Dominika Škorvánková
- Lucia Šušková
- Marta Corredera
- Ruth García
- Irene Paredes
- Lucie Hloupá
- Tereza Kožárová
- Veronika Pincová
- Sevgi Çınar
- Sibel Duman
- Arzu Karabulut
- Ebru Topçu
- Hannah Keryakoplis
- Jekaterina Avchimovitsj
- Joelia Borisenko
- Anastasieja Charlanova
- Anna Kozjoepa
- Jenny Hjohlman
- Amanda Ilestedt
- Olivia Schough
- Caroline Seger
- Linda Sembrant
- Therese Sjögran
- Vanessa Bernauer
- Sandra Betschart
- Nicole Remund
- Lia Wälti

1 eigen doelpunt
- Lucie Gjini (tegen Nederland)
- Ezmiralda Franja (tegen Griekenland)
- Nikoleta Boycheva (tegen Oostenrijk)
- Silvia Radoyska (tegen Kazachstan)
- Pille Raadik (tegen Tsjechië)
- Inna Zlidnis (tegen Italië)
- Elsa Jacobsen (tegen Noord-Ierland)
- Maija Saari (tegen Oostenrijk)
- Tamar Kvelidze (tegen Montenegro)
- Efrosini Xera (tegen Portugal)
- Réka Demeter (tegen Oostenrijk)
- Angéla Smuczer (tegen Frankrijk)
- Gabriella Tóth (tegen Oostenrijk)
- Diane Caldwell (tegen Kroatië)
- Allison Scurich (tegen Ierland)
- Rimantė Kunickaitė (tegen Georgië)
- Jovana Mrkić (tegen Oekraïne)
- Stefanie van der Gragt (tegen Italië)
- Marta Mika (tegen Bosnië en Herzegovina)
- Lucija Grad (tegen Rusland)
- Diana Bartovičová (tegen Rusland)
- Veronika Rybárová (tegen Slovenië)

2 eigen doelpunten
- Helenna Hercigonja-Moulton (2× tegen Duitsland)